# Bătălia de la Gettysburg

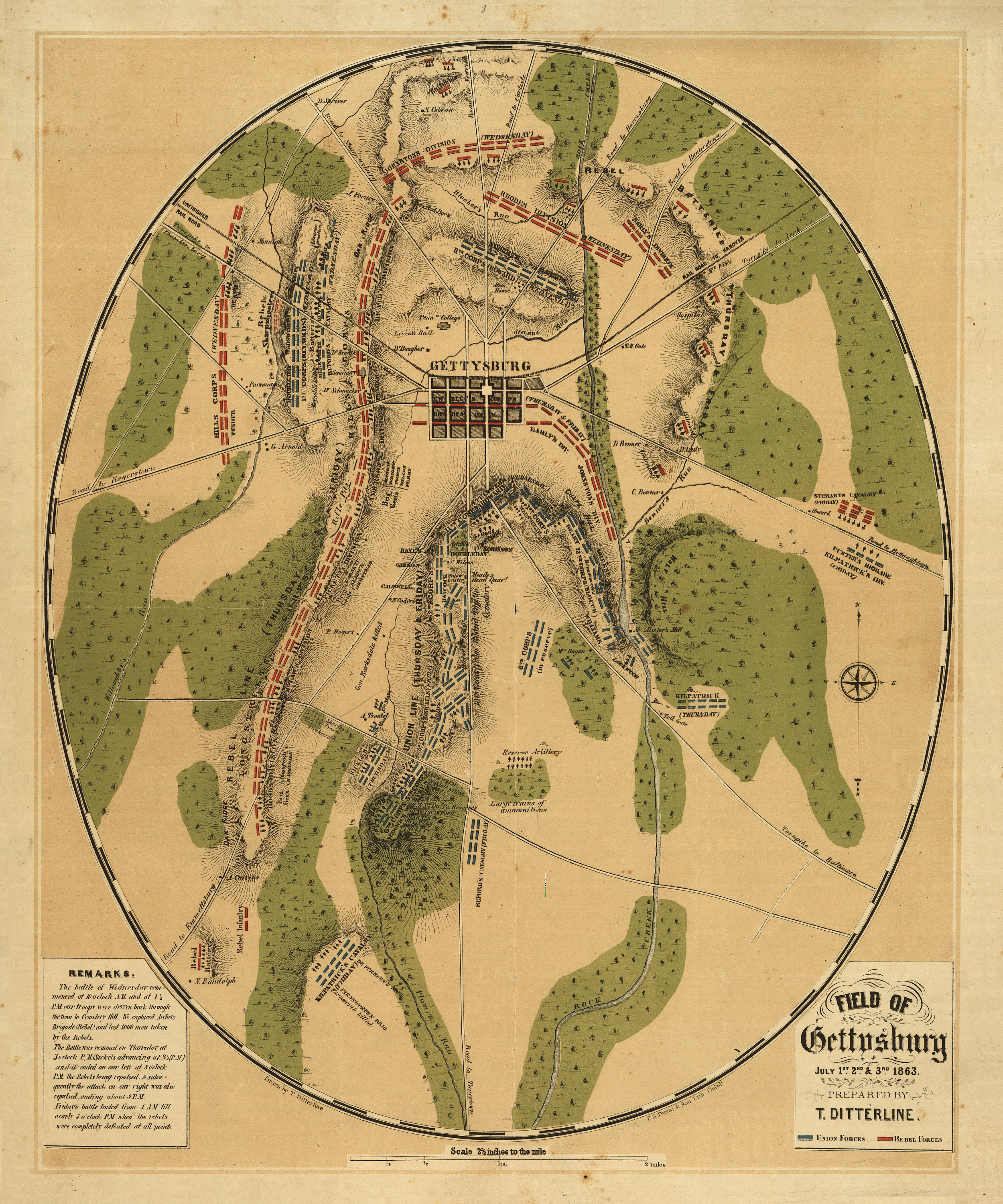
Această hartă ovală din 1863 ilustrează între –, cu pozițiile și mișcările trupelor și artileriei, ale reliefului, ape, drumuri, căi ferate, și case cu numele locuitorilor de la momentul bătăliei.

Bătălia de la Gettysburg a fost o luptă de trei zile în cadrul Războiului Civil American între forțele Uniunii⁠(d) și cele ale Confederației⁠(d), desfășurată între 1 și 3 iulie 1863, în orașul Gettysburg, Pennsylvania și în jurul acestuia. Bătălia, câștigată de Uniune, este considerată a fi punctul de cotitură al Războiului Civil⁠(d), care a pus capăt aspirațiilor Confederației de a deveni o țară independentă. A fost cea mai sângeroasă bătălie a Războiului Civil, soldată cu 50.000 de morți de ambele tabere în trei zile.
În bătălia de la Gettysburg, Armata Potomacului⁠(d) în frunte cu generalul-maior⁠(d) unionist George Meade  a respins atacurile Armatei Virginiei de Nord⁠(d) a generalului⁠(d) confederat Robert E. Lee, oprind campania lui Lee de invadare a Nordului și obligându-l să se retragă.
După succesul de la Chancellorsville în Virginia în mai 1863, Lee și-a condus forțele confederate prin Valea Shenandoah⁠(d) pentru a începe Campania Gettysburg⁠(d), a doua tentativă de invadare a Nordului. Armata lui Lee avea moralul bun, și el intenționa să deplaseze punctul focal al campaniei de vară din nordul Virginiei⁠(d) devastat de război, în speranța de a penetra până la Harrisburg, Pennsylvania sau chiar Philadelphia, ceea ce el spera că va convinge politicienii din Nord să renunțe la război. Președintele Abraham Lincoln l-a îndemnat la început pe generalul-maior Joseph Hooker⁠(d) să-și deplaseze forțele unioniste în urmărirea lui Lee, dar l-a înlocuit pe Hooker de la comandă cu doar trei zile înaintea bătăliei, aducându-l în locul său pe Meade.
Pe 1 iulie 1863, în timp ce forțele lui Lee înaintau spre Gettysburg în speranța de a distruge Armata Uniunii, cele două armate s-au ciocnit pentru prima oară, și a început bătălia. Dealurile joase de la nord-vest de Gettysburg erau la început apărate de o divizie de cavalerie unionistă condusă de generalul de brigadă John Buford⁠(d), și au fost curând întărite cu două corpuri de infanterie. Două mari corpuri confederate le-au luat însă cu asalt dinspre nord și nord-vest, și au rupt liniile aranjate în grabă de unioniști, și făcându-i pe aceștia să se retragă prin străzile Gettysburgului pe dealurile de la sud de oraș. În a doua zi a bătăliei, pe 2 iulie, liniile Uniunii erau aranjate într-o formațiune defensivă asemănătoare unui cârlig de pescuit. Spre sfârșitul după-amiezei, Lee a lansat un asalt masiv asupra flancului stâng al Uniunii, ducând la lupte grele la Little Round Top⁠(d), Wheatfield, Devil's Den⁠(d), și Livada de Piersici⁠(d). Pe flancul drept al Uniunii, demonstrațiile⁠(d) confederate au escaladat în asalturi la Dealul lui Culp⁠(d) și Dealul Cimitirului⁠(d). Deși au suferit pierderi semnificative, forțele Uniunii și-au păstrat liniile.
În a treia zi de bătălie, pe 3 iulie, s-au reluat luptele la Culp's Hill, și luptele de cavalerie au continuat la est și sud de Gettysburg, dar principala ciocnire militară a fost un dramatic asalt de infanterie confederat cu circa 12.000 de soldați, care au atacat centrul liniei unioniste la Piciorul Cimitirului⁠(d) în ceea ce a rămas în istorie ca șarja lui Pickett⁠(d). Șarja confederată a fost respinsă cu foc de pușcă⁠(d) și artilerie de către Uniune, care a dus la mari pierderi pentru confederați. A doua zi, de 4 Iulie, Lee și-a condus rămășițele armatei sale confederate în greaua retragere din Nord⁠(d). Între 46.000 și 51.000 de soldați din ambele tabere au murit în bătălia de trei zile, ea fiind cea mai sângeroasă luptă din istoria SUA.
Pe 19 noiembrie președintele Lincoln a mers la Gettysburg, unde a vorbit la o ceremonie de inaugurare a Cimitirului Național Gettysburg⁠(d) în onoarea soldaților unioniști căzuți și a redefinit obiectivul Războiului Civil în celebrul discurs de la Gettysburg, o alocuțiune de 271 de cuvinte considerată a fi unul din cele mai celebre discursuri din istoria Statelor Unite.

## Context

### Situația militară
Confederația
     Uniunea

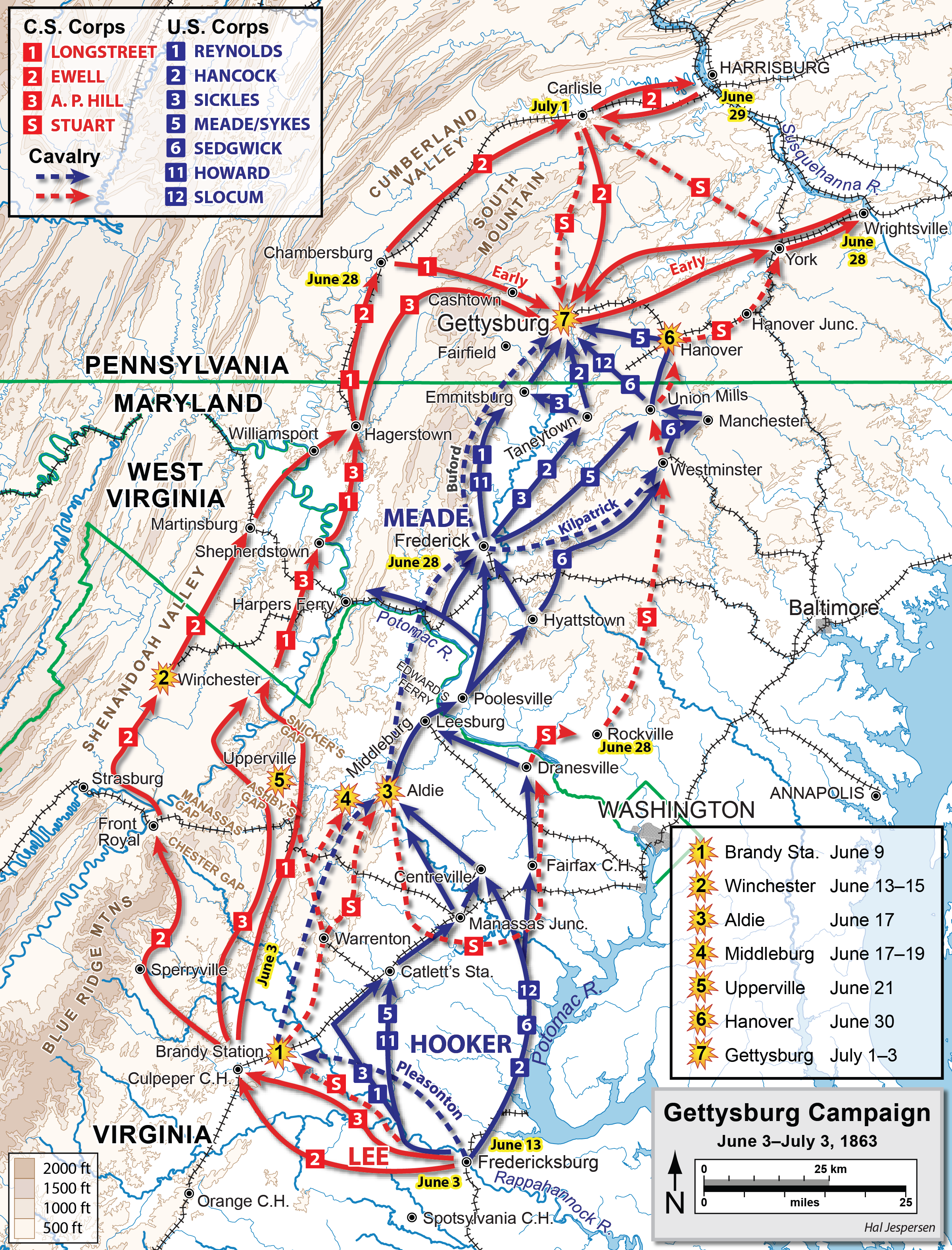
Campania Gettysburg (până la) cu mișcările cavaleriei ilustrate prin linii întrerupte
Confederația
Uniunea

La scurt timp după ce Armata Virginiei de Nord a obținut o mare victorie în fața Armatei Potomacului⁠(d) în bătălia de la Chancellorsville (30 aprilie – 6 mai 1863), generalul Robert E. Lee a hotărât o a doua invazie a Nordului (prima fusese nereușita campanie Maryland⁠(d) din septembrie 1862, încheiată cu sângeroasa bătălie de pe Antietam). O asemenea manevră urma să perturbe planurile Uniunii pentru sezonul de campanii din vară și ar fi putut reduce presiunea asupra garnizoanei confederate asediate de la Vicksburg⁠(d). Invazia ar fi permis confederaților să profite de pe urma bogatelor ferme din Nord, dând Virginiei devastate de război o foarte necesară odihnă. În plus, armata de 72.000 de oameni a lui Lee putea amenința Philadelphia, Baltimore și Washington, și ar fi putut încuraja mișcarea pacifistă din Nord.

### Mișcările inițiale spre bătălie
Astfel, pe 3 iunie, armata lui Lee a început să se deplaseze spre nord din Fredericksburg, Virginia⁠(d). După moartea lui Thomas J. "Stonewall" Jackson, Lee și-a reorganizat cele două mari corpuri în trei noi corpuri, comandate de generalul-locotenent⁠(d) James Longstreet (Corpul I), generalul-locotenent Richard S. Ewell⁠(d) (al doilea), și generalul-locotenent A.P. Hill⁠(d) (al treilea); atât Ewell cât și Hill, care fuseseră până atunci subordonați lui Jackson la comanda unor divizii, erau noi la acest nivel de responsabilitate. Divizia de cavalerie a rămas sub comanda generalului-maior J.E.B. Stuart⁠(d).
De partea Uniunii, Armata Potomacului condusă de generalul-maior Joseph Hooker⁠(d) consta din șapte corpuri de infanterie, un corp de cavalerie și o rezervă de artilerie, având o forță combinată de peste 100.000 de oameni.
Prima acțiune majoră a campaniei a avut loc la 9 iunie între forțele de cavalerie de la Brandy Station⁠(d), lângă Culpeper, Virginia⁠(d). Cei 9500 de cavaleriști confederați conduși de Stuart au fost luați prin suprindere de forțele combinate⁠(d) ale generalului-maior Alfred Pleasonton⁠(d) formte din două divizii de cavalerie (8000 de oameni) și 3000 de infanteriști, dar Stuart a reușit să respingă atacul Uniunii. Bătălia neconcludentă, cea mai mare bătălie predominant de cavalerie a războiului, a demonstrat pentru prima oară că soldații călare ai Uniunii sunt egalii omologilor lor sudiști.
Pe la jumătatea lui iunie, Armata Virginiei de Nord⁠(d) era pregătită să treacă râul Potomac și să pătrundă în Maryland. După ce a învins garnizoanele unioniste de la Winchester⁠(d) și Martinsburg⁠(d), Corpul al II-lea al lui Ewell a început să treacă râul pe 15 iunie. Corpurile lui Hill și Longstreet l-au urmat pe 24 și 25 iunie. Armata lui Hooker i-a urmărit, poziționându-se constant între Washington, D.C. și armata lui Lee. Armata Unionistă a trecut Potomacul între 25 și 27 iunie.

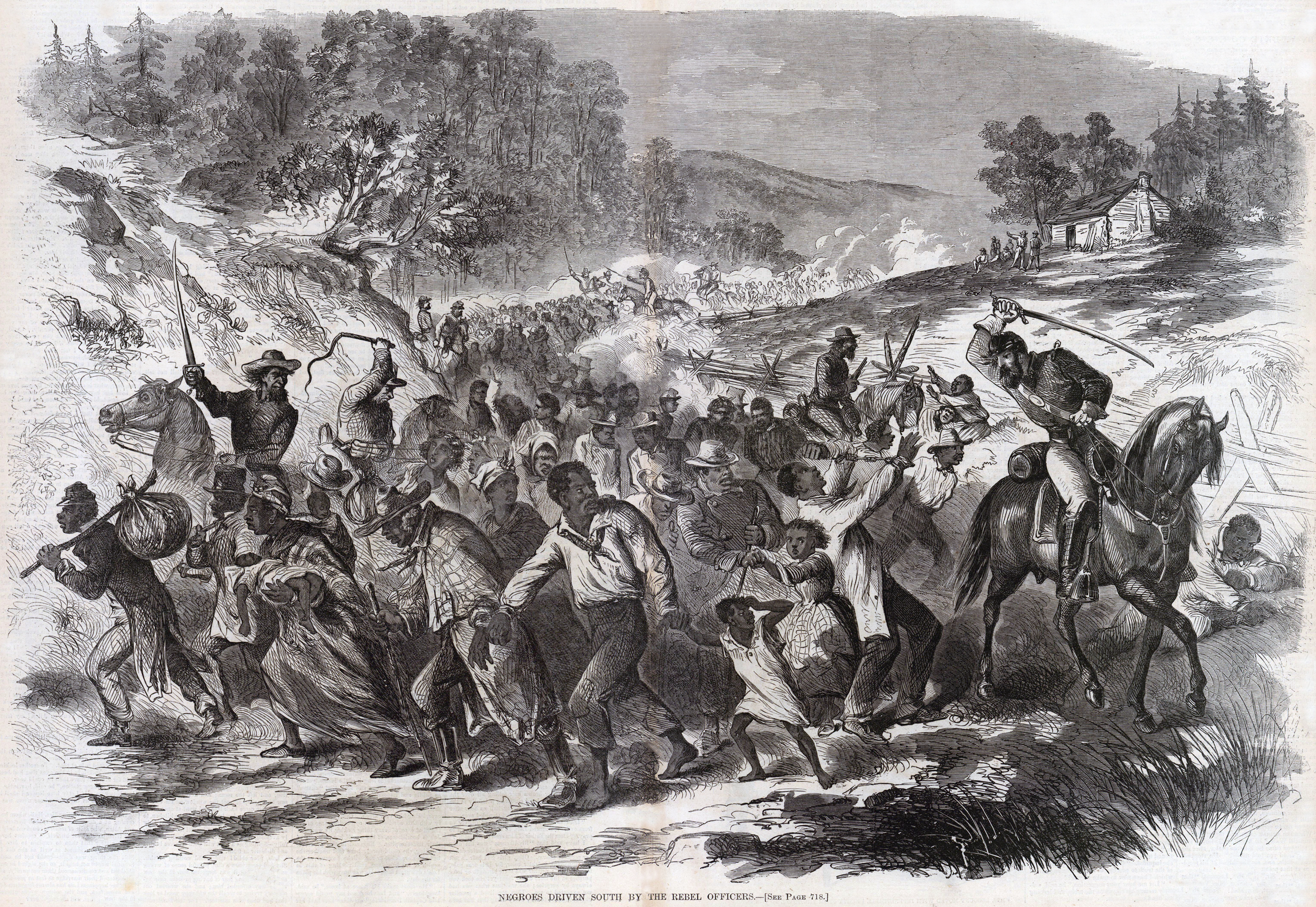
Această ilustrație publicată în noiembrie 1862 în ' arată escortând civili afro-americani luați în sclavie. În drum spre Gettysburg, a continuat această practică, răpind între 40 și aproape 60 de civili negri și trimițându-i spre sud în sclavie.

Lee a dat ordine stricte armatei lui să minimizeze orice efecte negative asupra populației civile. Nu se rechiziționau alimente, cai și alte provizii decât dacă un cetățean își ascundea proprietatea, deși ofițerii de intendență le plăteau fermierilor și negustorilor din Nord în monedă confederată⁠(d) care era practic lipsită de valoare sau cu note de promisiune care nu erau deloc bine primite. Diferite orașe, cum ar fi York, Pennsylvania, au fost obligate să plătească bani în loc de provizii, sub amenințarea distrugerii. În timpul invaziei, confederații au răpit între 40 și aproape 60 de afro-americani din nord. Câțiva dintre ei erau sclavi evadați, dar mulți erau oameni liberi; toți au fost trimiși în Sud sub pază pentru a fi făcuți sclavi.
Pe 26 iunie, elemente ale diviziei generalului-maior Jubal Early⁠(d) din cadrul corpului lui Ewell au ocupat orașul Gettysburg după ce au pus pe fugă abia-strânsa miliție a 26-a, de urgență, din Pennsylvania într-o serie de ciocniri minore. Early a impus taxe teritoriului ocupat, dar nu a colectat provizii semnificative. Soldații au incendiat câteva vagoane de cale ferată și un pod acoperit, și au distrus căile ferate și liniile de telegraf⁠(d) din apropiere. A doua zi dimineața, Early a plecat în comitatul York adiacent.
Între timp, într-o manevră controversată, Lee i-a permis lui Stuart să ia o parte din cavaleria armatei și să o ducă în jurul flancului estic al armatei Uniunii. Ordinele lui Lee îi lăsau lui Stuart multă libertate de manevră, și ambii generali sunt vinovați pentru lunga absență a cavaleriei lui Stuart, precum și pentru neatribuirea unui rol mai activ cavaleriei rămase alături de armată. Stuart și cele trei cele mai bune brigade au lipsit din armată în timpul fazei cruciale a apropierii de Gettysburg și în primele două zile ale bătăliei. Până în 29 iunie, armata lui Lee era dispusă într-un arc de la Chambersburg⁠(d) (45 km nord-vest de Gettysburg) la Carlisle⁠(d) (48 km nord de Gettysburg) până aproape de Harrisburg și Wrightsville⁠(d) pe râul Susquehanna⁠(d).
Într-o dispută pe marginea utilizării forțelor care apărau garnizoana Harpers Ferry⁠(d), Hooker și-a dat demisia, iar Abraham Lincoln și generalul Henry W. Halleck⁠(d), care căutau o scuză să scape de el, i-au acceptat-o pe loc. Ei l-au înlocuit pe Hooker în dimineața zilei de 28 iunie cu generalul-maior George Gordon Meade, pe atunci comandant al Corpului V⁠(d).
Pe 29 iunie, când Lee a aflat că Armata Potomacului trecuse Potomacul, a ordonat o concentrare a forțelor în jurul Cashtownului⁠(d), aflat la baza estică a  Muntelui South⁠(d) și la 13 km vest de Gettysburg. Pe 30 iunie, în timp ce o parte a corpului lui Hill se afla în Cashtown, una din brigăzile lui Hill (nord-carolinenii conduși de generalul de brigadă⁠(d) J. Johnston Pettigrew⁠(d)) s-a aventurat spre Gettysburg. În memoriile sale, generalul-maior Henry Heth⁠(d), comandantul de divizie al lui Pettigrew, a susținut că el îl trimisese pe Pettigrew în oraș să caute provizii — în special ghete.
Când trupele lui Pettigrew s-au apropiat de Gettysburg pe 30 iunie, au observat cavaleria unionistă a generalului-maior John Buford⁠(d) sosind la sud de oraș, iar Pettigrew s-a întors la Cashtown fără a-i ataca. Când Pettigrew le-a spus lui Hill și lui Heth ce văzuse, niciunul din generali nu a crezut că ar exista o forță unionistă substanțială în oraș sau în preajma lui, bănuind că fusese vorba doar de vreo miliție pennsylvăneană. În ciuda ordinului lui Lee de a evita o luptă generală înainte de concentrarea întregii lui armate, Hill a hotărât să organizeze o importantă operațiune de recunoaștere în forță a doua zi dimineața pentru a determina mărimea și puterea forței inamice din fața lui. Pe la orele 5 a.m. în dimineața zilei de miercuri, 1 iulie, două brigăzi ale diviziei lui Heth au înaintat spre Gettysburg.

## Forțele opuse

### Uniunea
Armata Potomacului, la început comandată de Hooker (Meade l-a înlocuit pe Hooker la comandă pe 28 iunie), consta din peste 100.000 de oameni în următoarea organizare:
- Corpul I⁠(d), comandat de gen.-mr. John F. Reynolds⁠(d), cu divizii comandate de gen. brig. James S. Wadsworth⁠(d), gen. brig. John C. Robinson⁠(d), și gen.-mr. Abner Doubleday⁠(d).
- Corpul II⁠(d), comandat de gen.-mr. Winfield Scott Hancock⁠(d), cu divizii comandate de gen. brig. John C. Caldwell⁠(d), John Gibbon⁠(d), și Alexander Hays⁠(d).
- Corpul III⁠(d), comandat de gen.-mr. Daniel Sickles⁠(d),  cu divizii comandate de gen.-mr. David B. Birney⁠(d) și gen.-mr. Andrew A. Humphreys⁠(d).
- Corpul V⁠(d), comandat de gen.-mr. George Sykes⁠(d) (George G. Meade până la 28 iunie),  cu divizii comandate de gen. brig. James Barnes⁠(d), Romeyn B. Ayres⁠(d), și Samuel W. Crawford⁠(d).
- Corpul VI⁠(d), comandat de gen.-mr. John Sedgwick,  cu divizii comandate de gen. brig. Horatio G. Wright⁠(d), gen. brig. Albion P. Howe⁠(d), și gen.-mr. John Newton⁠(d).
- Corpul XI⁠(d), comandat de gen.-mr. Oliver Otis Howard⁠(d),  cu divizii comandate de gen. brig. Francis C. Barlow⁠(d), gen. brig. Adolph von Steinwehr⁠(d), și gen.-mr. Carl Schurz⁠(d).
- Corpul XII⁠(d), comandat de gen.-mr. Henry W. Slocum⁠(d),  cu divizii comandate de gen. brig. Alpheus S. Williams⁠(d) și John W. Geary⁠(d).
- Corpul de Cavalerie⁠(d), comandat de gen.-mr. Alfred Pleasonton⁠(d),  cu divizii comandate de gen. brig. John Buford⁠(d), David McM. Gregg⁠(d), și H. Judson Kilpatrick⁠(d).
- Rezerva de Artilerie, comandată de gen.-mr. Robert O. Tyler⁠(d). (cel mai înalt ofițer de artilerie de la Gettysburg era însă gen. brig. Henry Jackson Hunt⁠(d), responsabill cu artileria în stafful lui Meade.)

În timpul înaintării asupra Gettysburgului, Reynolds a fost responsabil cu comanda operațională a flancului stâng, avansat, al Armatei, constând din Corpurile I, III, și XI. În Campania Gettysburg au fost implicate activ și multe alte unități unioniste (care nu făceau parte din Armata Potomacului), dar ele nu s-au implicat direct în bătălia de la Gettysburg. Ele cuprindeau părți din Corpul IV⁠(d) unionist, trupele și milițiile statului din cadrul Departmentului râului Susquehanna⁠(d), și diferite garnizoane, inclusiv cea de la Harpers Ferry.

### Confederația
Ca urmare a morții lui Jackson după Chancellorsville, Lee și-a reorganizat Armata Virginiei de Nord⁠(d) (75.000 de oameni) din două corpuri de infanterie în trei.
- Primul Corp⁠(d), comandat de gen.-lt. James Longstreet, cu divizii comandate de gen.-mr. Lafayette McLaws⁠(d), George Pickett⁠(d), și John Bell Hood⁠(d).
- Al Doilea Corp⁠(d), comandat de gen.-lt. Richard S. Ewell⁠(d), cu divizii comandate de gen.-mr. Jubal A. Early⁠(d), Edward „Allegheny” Johnson⁠(d), și Robert E. Rodes⁠(d).
- Al Treilea Corp⁠(d), comandat de gen.-lt. A. P. Hill⁠(d), cu divizii comandate de gen.-mr. Richard H. Anderson⁠(d), Henry Heth⁠(d), și W. Dorsey Pender⁠(d).
- Divizia de Cavalerie⁠(d), comandată de gen.-mr. J. E. B. Stuart⁠(d), cu brigăzi comandate de gen. brig. Wade Hampton⁠(d), Fitzhugh Lee⁠(d), Beverly H. Robertson⁠(d), Albert G. Jenkins⁠(d), William E. "Grumble" Jones⁠(d), și John D. Imboden⁠(d), și de col. John R. Chambliss⁠(d).

## Prima zi de lupte

### Dealurile Herr, McPherson, și Seminarului

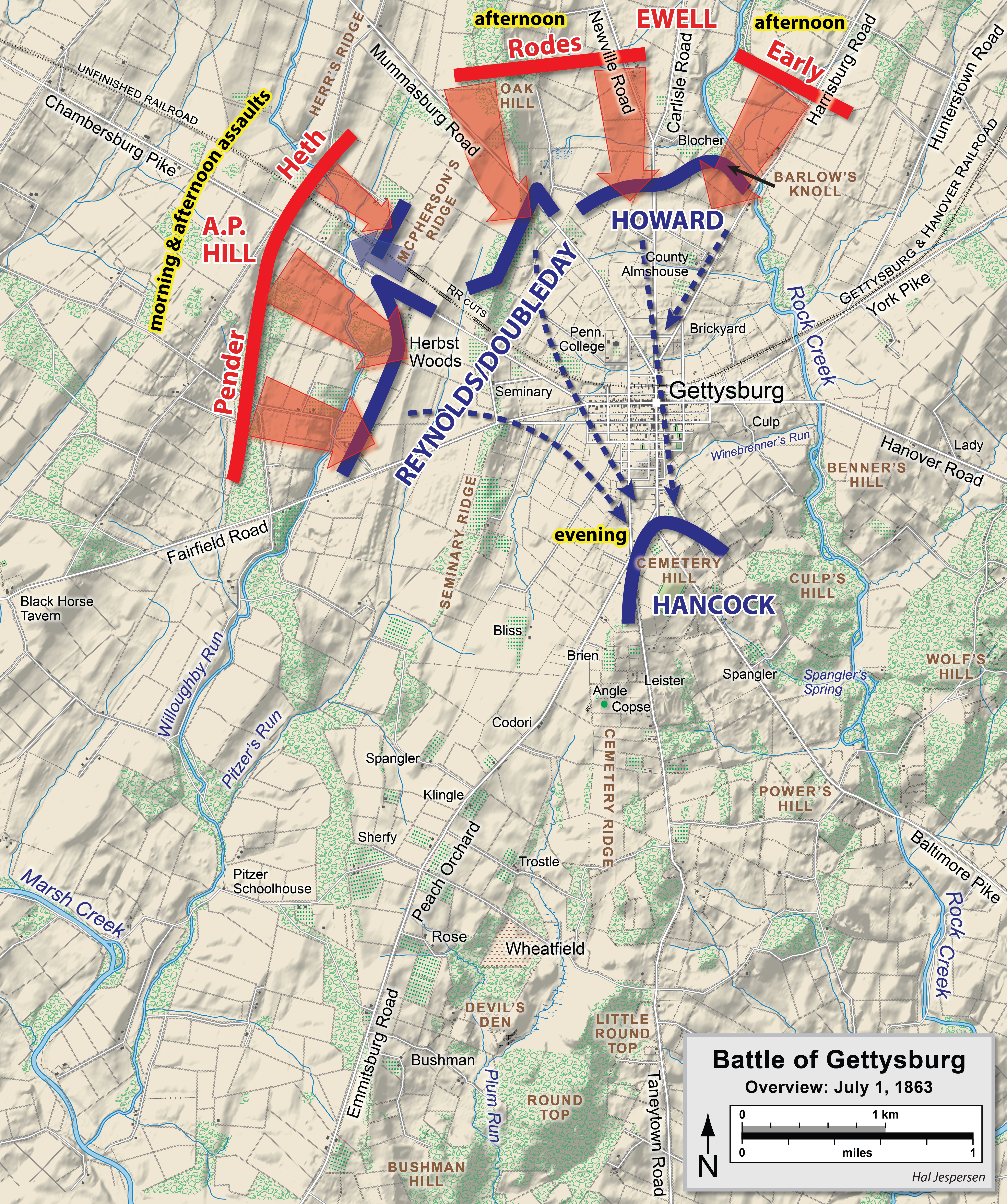
Hartă generală a primei zile din bătălia de la Gettysburg

Anticipând că confederații se vor deplasa spre Gettysburg dinspre vest în dimineața de 1 iulie, Buford și-a organizat apărarea pe trei dealuri aflate la vest de oraș: Herr, McPherson și Seminarului. Ele reprezentau un teren adecvat pentru o acțiune de încetinire a inamicului efectuată de mica lui divizie de cavalerie împotriva forțelor de infanterie confederate superioare, menită să câștige timp pentru infanteriștii unioniști care să vină și să ocupe pozițiile defensive puternice de la sud de oraș de la Dealul Cimitirului⁠(d), Piciorul Cimitirului⁠(d), și Dealul lui Culp⁠(d). Buford a înțeles că dacă confederații vor câștiga controlul acestor înălțimi, armatei lui Meade îi va fi foarte greu să-i mai disloce.
Divizia lui Heth a înaintat cu două brigăzi, comandate de generalii de brigadă James J. Archer⁠(d) și Joseph R. Davis⁠(d). Ei au pornit spre est în coloane de-a lungul Drumului Chambersburg. La 5 km vest de oraș, pe la 7:30 a.m. în ziua de 1 iulie, cele două brigăzi au întâmpinat o slabă rezistență din partea unor vedete⁠(d) de cavalerie ale Uniunii, și s-au desfășurat în linie. Conform unor legende, soldatul unionist care a tras primul foc de armă al bătăliei ar fi fost locotenentul Marcellus Jones⁠(d). În cele din urmă, oamenii lui Heth au dat peste soldații descălecați din brigada de cavalerie a colonelului William Gamble⁠(d). Aceștia au opus o rezistență dârză, întârziind înaintarea confederaților, cei mai mulți trăgând cu carabine Sharp cu încărcare pe la chiulasă din spatele unor garduri sau copaci. (Doar câțiva dintre cavaleriști aveau alte modele de carabină. O mică minoritate de istorici au scris că unii dintre ei aveau carabine Spencer cu repetiție sau puști Spencer cu repetiție, dar cele mai multe surse îi contrazic.) Chiar și așa, la 10:20 a.m., confederații împinseseră cavaleriștii unioniști la est de dealul McPherson, când avangarda Corpului I⁠(d) (gen.-mr. John F. Reynolds⁠(d)) a sosit în final.
La nord de drum, Davis a obținut un succes temporar în fața brigăzii generalului de brigadă Lysander Cutler⁠(d) dar a fost respins cu pierderi grele într-o acțiune desfășurată în preajma debleului unei căi ferate neterminate tăiat în piciorul dealului. La sud de drum, brigada lui Archer a declanșat un asalt prin Pădurea Herbst (denumită și Pădurea lui McPherson). Brigada de Fier⁠(d) a Uniunii, condusă de generalul de brigadă Solomon Meredith⁠(d) a avut succes la început împotriva lui Archer, capturând câteva sute de oameni, inclusiv pe Archer însuși.
Generalul Reynolds a fost împușcat mortal pe la începutul luptelor în timp ce dirija amplasarea trupelor și artileriei la est de pădure. Shelby Foote scrie că tabăra unionistă a pierdut un om considerat de mulți a fi „cel mai bun general din armată”. Generalul-maior Abner Doubleday⁠(d) a preluat comanda. Luptele din zona drumului Chambersburg au ținut până pe la 12:30 p.m. S-au reluat pe la 2:30 p.m., când întreaga divizie a lui Heth a intrat în luptă, adăugând brigăzile lui Pettigrew și a colonelului John M. Brockenbrough⁠(d).
Când s-a poziționat pe linie brigada din Carolina de Nord a lui Pettigrew, ea a flancat Regimentul 19 Indiana și a respins Brigada de Fier. Regimentul 26  Carolina de Nord (cel mai mare regiment din armată, cu 839 de oameni) a suferit pierderi grele, ieșind din prima zi de luptă cu doar 212 oameni. Până la sfârșitul tuturor celor trei zile de bătălie, mai rămăseseră doar 152, cel mai mare procentaj de pierderi într-o singură bătălie pentru orice regiment din cele două tabere din conflict. Încet, Brigada de Fier a fost respinsă din pădure către Dealul Seminary. Hill a adăugat la asalt și divizia generalului-maior William Dorsey Pender⁠(d), și Corpul I a fost respins prin curtea Seminarului Luteran⁠(d) și pe străzile Gettysburgului.
Pe măsură ce luptele din vest continuau, două divizii din al Doilea Corp al lui Ewell, în marș spre vest către Cashtown conform ordinului lui Lee de a concentra armata în acea zonă, a virat spre sud pe drumurile Carlisle și Harrisburg către Gettysburg, în timp ce Corpul XI⁠(d) unionist (general-maior Oliver O. Howard⁠(d)) s-a grăbit spre nord pe Drumurile Baltimore și Taneytown. Până la începutul după-amiezii, linia Uniunii se desfășura într-un semicerc la vest, nord și nord-est de Gettysburg.
Uniunea nu avea însă suficienți oameni; Cutler, a cărui brigadă era desfășurat la nord de drumul Chambersburg, era cu flancul drept în aer. Divizia cea mai din stânga a Corpului XI nu a putut să se desfășoare în timp pentru a întări linia, așa că Doubleday a fost obligat să aloce brigăzi de rezervă pentru a-i salva linia.
Pe la 2:00 p.m., diviziile confederate din al Doilea Corp, conduse de generalii Robert E. Rodes⁠(d) și Jubal Early au luat cu asalt și au flancat pozițiile Corpurilor unioniste I și XI de la nord și nord-vest de oraș. Brigăzile confederate ale colonelului Edward A. O'Neal⁠(d) și generalului de brigadă Alfred Iverson⁠(d) au suferit pierderi grele în asaltul asupra diviziei din Corpul I a generalului de brigadă John C. Robinson⁠(d) la sud de Oak Hill. Divizia lui Early a profitat de o greșeală a generalului de brigadă Francis C. Barlow⁠(d), care a înaintat cu divizia lui din Corpul XI la Măgura lui Blocher (imediat la nord de oraș, astăzi denumită Măgura lui Barlow); aceasta a format un ieșind⁠(d) din linia corpului, susceptibil atacurilor din mai multe părți, iar trupele lui Early au depășit divizia lui Barlow, care forma flancul drept al poziției Armatei Uniunii. Barlow a fost rănit și luat prizonier în atac.
Când pozițiile unioniste au început să se prăbușească și la nord și la vest de oraș, Howard a ordonat o retragere pe zonele înalte de la sud de oraș la Dealul Cimitirului, unde lăsase ca rezervă divizia generalului de brigadă Adolph von Steinwehr⁠(d). Generalul-maior Winfield S. Hancock⁠(d) a preluat comanda pe câmpul de luptă, trimis de Meade când a aflat că Reynolds fusese omorât. Hancock, comandantul Corpului II⁠(d) și cel mai de încredere subordonat al lui Meade, a primit ordin să preia comanda pe câmp și să determine dacă Gettysburg este un loc adecvat unei bătălii majore. Hancock i-a spus lui Howard: „cred că asta e poziția cea mai puternică prin natura ei pe care am văzut-o în care să ducem o bătălie”. Howard a fost de acord, și Hancock a tras concluzia: „Foarte bine, domnule, aleg acest loc drept câmp de luptă.” Hotărârea lui Hancock a avut un efect de creștere a moralului soldaților unioniști în retragere, dar nu a jucat niciun rol tactic direct în prima zi.
Generalul Lee a înțeles ce potențial defensiv are Uniunea dacă păstrează acele zone înalte. El i-a transmis lui Ewell ordine să fie cucerit Dealul Cimitirului „dacă este practicabil”. Ewell, care anterior servise sub comanda lui Stonewall Jackson, un general bine cunoscut pentru emiterea de ordine care trebuiau îndeplinite la literă, a hotărât că un astfel de asalt nu este practicabil și, ca urmare, nu l-a încercat; această hotărâre este considerată de istorici a fi o mare ocazie ratată.
Prima zi de la Gettysburg, mai semnificativă decât un simplu preludiu al următoarelor două zile mai sângeroase, reprezintă a 23-a cea mai mare bătălie a războiului după numărul de soldați angajați. S-au implicat circa un sfert din armata lui Meade (22.000 de oameni) și o treime din cea a lui Lee (27.000).

## A doua zi de lupte

### Planurile și mișcările către bătălie

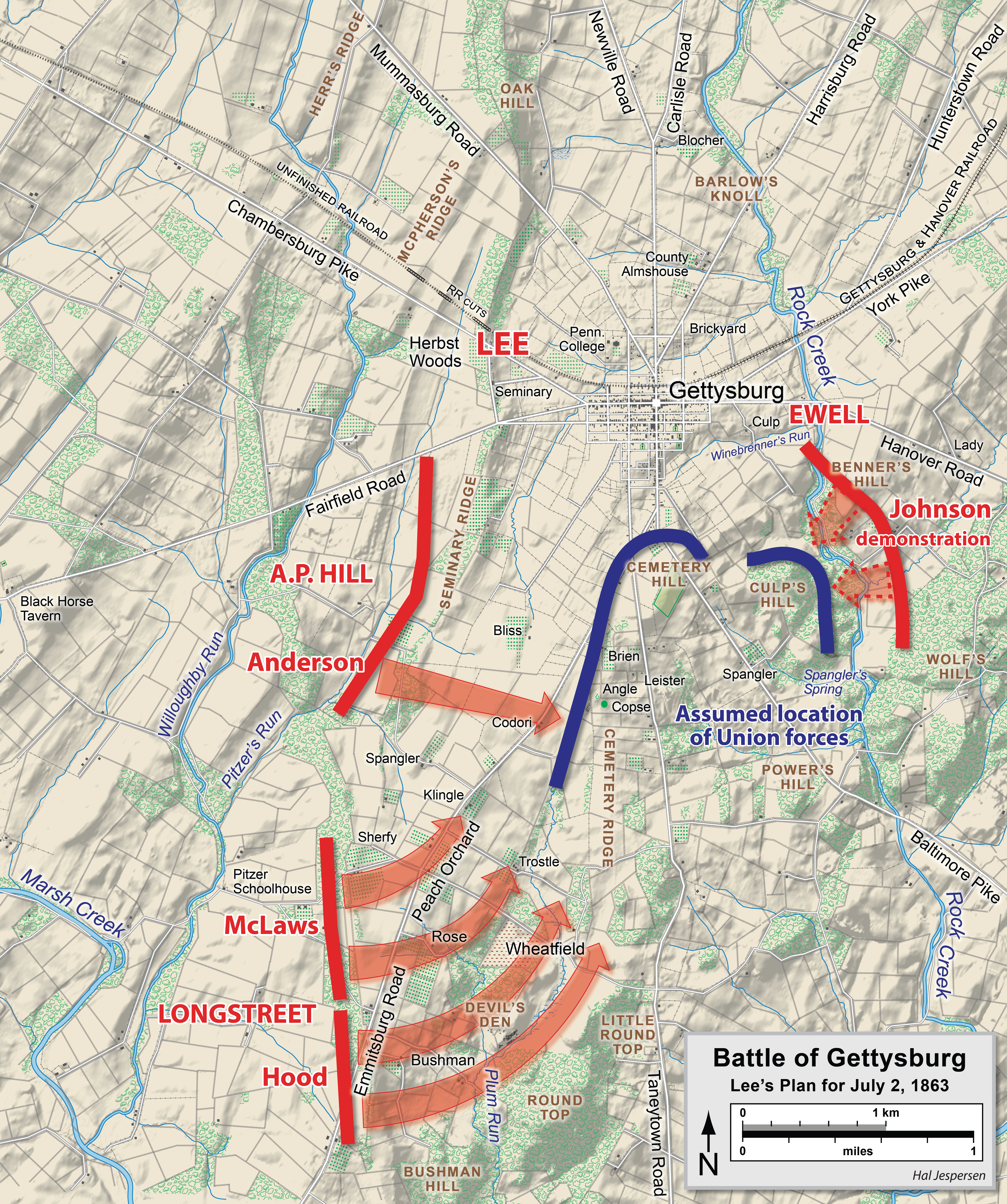
Planul lui Robert E. Lee pentru ziua de, a doua zi din bătălia de la Gettysburg

De-a lungul serii zilei de 1 iulie și dimineții de 2 iulie, cea mai mare parte a restului infanteriei din ambele armate au sosit pe câmp, inclusiv Corpurile unioniste II, III, V, VI, și XII. Două din diviziile lui Longstreet erau pe drum: generalul de brigadă George Pickett⁠(d) își începuse marșul de 35 km de la Chambersburg, iar generalul de brigadă Evander M. Law⁠(d) își începuse marșul de la Guilford. Ambii au sosit spre sfârșitul dimineții. Law și-a terminat marșul de 45 km în unsprezece ore.
Linia Uniunii se întindea de la Dealul lui Culp de la sud-est de oraș, spre nord-vest spre Dealul Cimitirului aflat chiar la sud de oraș, apoi spre sud pe circa 3 km de-a lungul Piciorului Cimitirului, terminându-se la nord de Little Round Top. Cea mai mare parte din Corpul XII era pe Dealul lui Culp; resturile Corpurilor I și XI apărau Dealul Cimitirului; Corpul II acoperea cea mai mare parte a jumătății nordice a Piciorului Cimitirului; iar Corpul III a primit ordin să ocupe o poziție pe flancul acestuia. Forma liniei Uniunii este descrisă popular ca o formațiune „cârlig”.
Linia confederată era dispusă paralel cu a Uniunii, la circa 1,6 km vest de Dealul Seminarului, se ducea spre est către oraș, apoi se curba spre sud-est până la un punct aflat în dreptul Dealului lui Culp. Astfel, armata Uniunii avea linii interioare, în timp ce cea confederată se întinsese pe circa 8 km.
Planul de bătaie al lui Lee pentru ziua de 2 iulie cerea un asalt general al pozițiilor lui Meade. Pe dreapta, Primul Corp al lui Longstreet urma să se poziționeze pentru a ataca flancul stâng unionist, orientat spre nord-est de ambele părți ale Drumului Emmitsburg⁠(d), și să plieze linia unionistă. Secvența de atacuri urma să înceapă cu diviziile generalilor-maiori John Bell Hood⁠(d) și Lafayette McLaws⁠(d), urmate de divizia generalului-maior Richard H. Anderson⁠(d) din al Treilea Corp al lui Hill.
Pe stânga, Lee îl instruia pe Ewell să-și poziționeze al Doilea Corp pentru a ataca Dealul lui Culp și Dealul Cimitirului când a auzit focurile de armă ale asaltului lui Longstreet, care îl împiedica pe Meade să mute trupe care să-și întărească stânga. Deși nu apare nici în raportul lui, nici în al lui Lee, Ewell a susținut câțiva ani mai târziu că Lee schimbase ordinul de a ataca simultan, cerând doar o „diversiune”, care să devină un atac pe scară largă dacă s-ar prezenta o oportunitate favorabilă.
Planul lui Lee se baza însă pe informații eronate, situație exacerbată de continuarea absenței lui Stuart de pe câmpul de luptă. Deși Lee personal a efectuat o recunoaștere a flancului stâng în acea dimineață, nu a vizitat și poziția lui Longstreet de pe flancul drept al Confederației. Chiar și așa, Lee a respins sugestiile ca Longstreet să fie trimis dincolo de stânga lui Meade și să atace flancul Uniunii, capturând trenurile de aprovizionare și blocând efectiv calea de retragere a lui Meade.
Lee nu a dat ordin de atac decât pe la 11:00 a.m. Pe la amiază, avangarda generalului Anderson a fost descoperită de paza avanposturilor generalului Sickles și al Treilea Corp—la care urma să se alinieze Primul Corp al lui Longstreet—s-a așezat în poziție abia pe la 1:00 p.m.
După lungul lor marș, Hood și McLaws încă nu erau pe poziții și nu și-au declanșat atacul decât după orele 4:00 p.m., respectiv 5:00 p.m..

### Atacurile asupra flancului stâng unionist

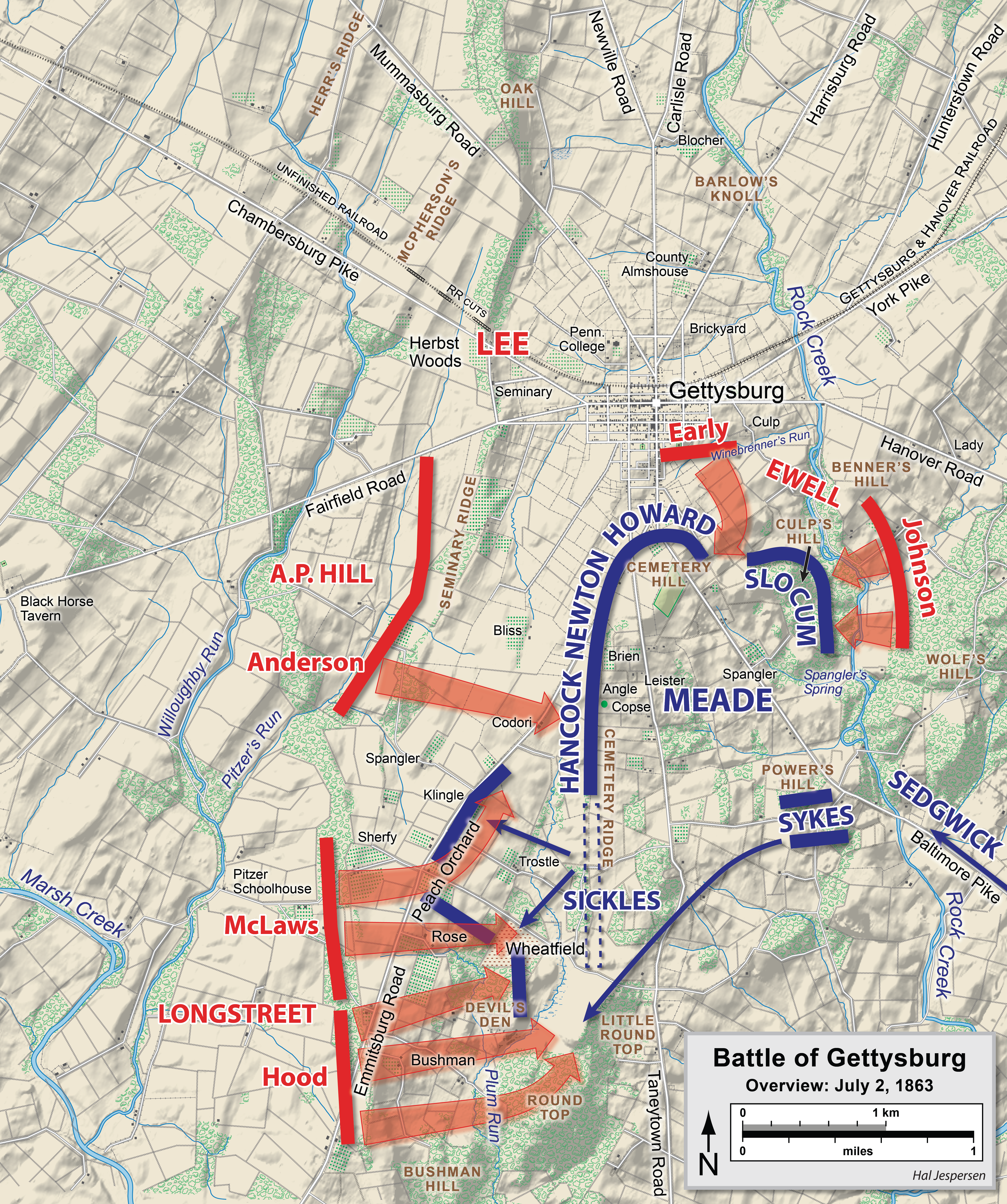
Hartă de ansamblu a celei de a doua zi a bătăliei de laGettysburg,

Când a înaintat, divizia din stâng a lui Longstreet, condusă de generalul-maior Lafayette McLaws, a dat, neașteptat, peste Corpul III al generalului-maior Daniel Sickles⁠(d) aflată direct în calea sa. Sickles era nemulțumit de poziția ce îi fusese atribuită la capătul sudic al Piciorului Cimitirului. Văzând un teren mai potrivit pozițiilor de artilerie la 800 m spre vest—centrat în livada de piersici a fermei Sherfy—a încălcat ordinul și și-a deplasat trupele spre terenul puțin mai ridicat aflat de-a lungul Drumului Emmitsburg, îndepărtându-se de Piciorul Cimitirului. Noua linie se întindea de la Devil's Den, spre nord-vest spre Livada de Piersici, apoi spre nord-est, de-a lungul Drumului Emmitsburg până la sud de ferma Codori. Aceasta a creat un ieșind nesustenabil la Livada de Piersici; Divizia generalului de brigadă Andrew A. Humphreys⁠(d) (poziționată de-a lungul Drumului Emmitsburg) și cea a generalului-maior David B. Birney⁠(d) (de la sud) erau supuse atacurilor din două părți erau supraîntinse pe un front mai lung decât putea apăra cu eficacitate micul lor corp. Artileria confederată a primit ordin să deschidă focul la 3:00 p.m. După ce la acea oră nu s-a prezentat la ședința comandanților de corp convocată de Meade, Meade s-a dus personal la poziția lui Sickles și a cerut explicații pentru situație. Știind că un atac confederat este imminent și că retragerea ar fi pusă în pericol, Meade a refuzat oferta lui Sickles de a se retrage.
Meade s-a văzut obligat să trimită 20.000 de oameni ca întăriri: întregul Corp V, divizia generalului de brigadă John C. Caldwell⁠(d) din Corpul II, cea mai mare parte a Corpului XII, și părți din nou-sositul Corp VI. Divizia lui Hood s-a deplasat mai spre est decât se dorea, pierzându-și alinierea cu Drumul Emmitsburg, atacând Devil's Den și Little Round Top. Venind din stânga lui Hood, McLaws a lovit cu atacuri multiple în Corpul III, cel supraîntins, în Wheatfield⁠(d), și i-a copleșit în Livada de Piersici a lui Sherfy. Atacul lui McLaws a ajuns în cele din urmă în Plum Run Valley („Valea Morții”) înainte de a fi respins de divizia Rezervele Pennsylvaniei⁠(d) a Corpului V, care a coborât de pe Little Round Top. Corpul III a fost practic distrus ca unitate combatantă în această bătălie, iar piciorul lui Sickles⁠(d) a fost amputat după ce a fost strivit de o ghiulea. Divizia lui Caldwell a fost măcinată bucată cu bucată în Wheatfield. Divizia lui Anderson, venind dinspre stânga lui McLaws și începând înaintarea pe la 6 p.m., a ajuns pe creasta Piciorului Cimitirului, dar nu a putut ține poziția în fața contraatacurilor Corpului II, inclusiv o șarjă la baionetă aproape sinucigașă a  Regimentului 1 Minnesota⁠(d) împotriva unei brigăzi confederate, ordonată în disperare de cauză de către Hancock pentru a câștiga timp până la venirea întăririlor.
Pe măsură ce luptele se desfășurau în Wheatfield și Devil's Den, colonelul Strong Vincent⁠(d) de la Corpul V deținea precar Little Round Top, o culme importantă aflată în extrema stângă a liniei Uniunii. Brigada lui, formată din patru regimente relativ mici, a reușit să reziste asalturilor repetate ale brigăzii lui Law din divizia lui Hood. Generalul de geniu al lui Meade, generalul de brigadă Gouverneur K. Warren⁠(d), înțelesese importanța acestei poziții, și a trimis acolo brigada lui Vincent, o baterie de artilerie, și Regimentul 140 New York să ocupe Little Round Top cu doar câteva minute înainte de sosirea trupelor lui Hood. Apărarea lui Little Round Top cu o șarjă la baionetă a Regimentului 20 Maine⁠(d), ordonată de colonelul Joshua L. Chamberlain⁠(d) și condusă în jos la vale probabil de locotenentul Holman S. Melcher⁠(d), a fost unul dintre cele mai fabuloase episoade ale Războiului Civil, și l-a făcut pe Chamberlain celebru după război.

### Atacurile asupra flancului drept unionist

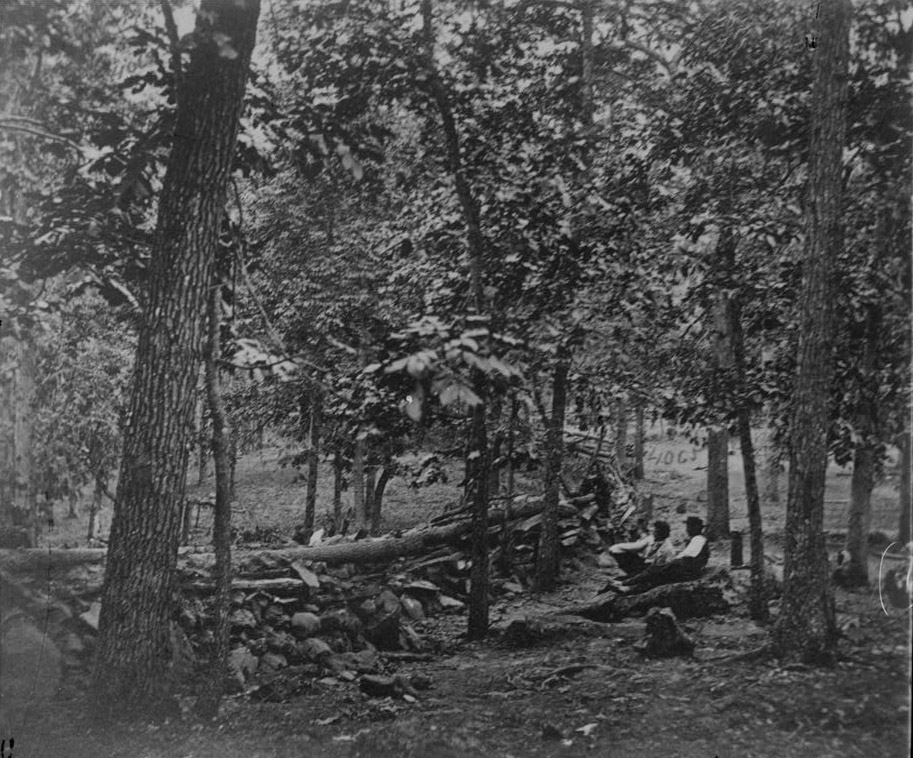
ale pe, 1863

Ewell a interpretat ordinele primite drept o cerere pentru o simplă canonadă. Cele 32 de tunuri ale lui, împreună cu cele 55 ale lui A. P. Hill, s-au angajat într-un baraj de artilerie de două ore, de la o distanță extremă, cu rezultate minime. În cele din urmă, pe la ora șase, Ewell a trimis ordine fiecărui comandant de divizie să atace liniile unioniste din fața lor.
Divizia generalului-maior Edward „Allegheny” Johnson⁠(d) luase în calcul un asalt al Dealului lui Culp, dar erau încă la o milă distanță și aveau de traversat pârâul Rock Creek. Puținele puncte de trecere ar fi dus la întârzieri importante. Din această cauză, doar trei din cele patru brigăzi ale lui Johnson au trecut la atac. Cei mai mulți dintre apărătorii dealului, Corpul XII unionist, fuseseră trimiși pe stânga să apare împotriva atacurilor lui Longstreet, lăsând doar o brigadă de newyorkezi condusă de generalul de brigadă George S. Greene⁠(d), în spatele unor structuri defensive puternice și nou-construite. Cu întăriri de la Corpurile I și XI, oamenii lui Greene au rezistat atacatorilor confederați, dar au cedat unele din întăriturile aflate mai la baza dealului lui Culp.
Early era la fel de nepregătit când le-a ordonat brigăzilor lui Harry T. Hays⁠(d) și Isaac E. Avery⁠(d) să atace pozițiile Corpului XI unionist de pe Dealul Cimitirului de Est. Odată începute, luptele au fost aprige: colonelul Andrew L. Harris⁠(d) de la Brigada 2, Divizia 1, Corpul XI unionist a suferit un atac devastator, și și-a pierdut jumătate din oameni. Avery a fost rănit la început, dar confederații au ajuns la creasta dealului și au pătruns în întăriturile unioniste, capturând una sau două baterii. Văzând că nu este susținut pe dreapta, Hays s-a retras. La dreapta lui trebuia să primească sprijin de la divizia lui Robert E. Rodes, dar Rodes—ca și Early și Johnson—nu primiseră ordine de mobilizare în pregătirea atacului. El avea de parcurs un drum de două ori mai lung decât Early; când a ajuns în contact cu prima linie unionistă, trupele lui Early deja începuseră să se retragă.
Jeb Stuart⁠(d) și cele trei brigăzi de cavalerie au sosit la Gettysburg pe la amiază dar nu au jucat niciun rol în luptele din ziua a doua. Brigada generalului de brigadă Wade Hampton⁠(d) a luptat într-o ciocnire minoră cu cavaleria din Michigan a nou-promovatului general de brigadă în vârstă de 23 de ani George Armstrong Custer lângă Hunterstown⁠(d) la nord-est de Gettysburg.

## A treia zi de lupte

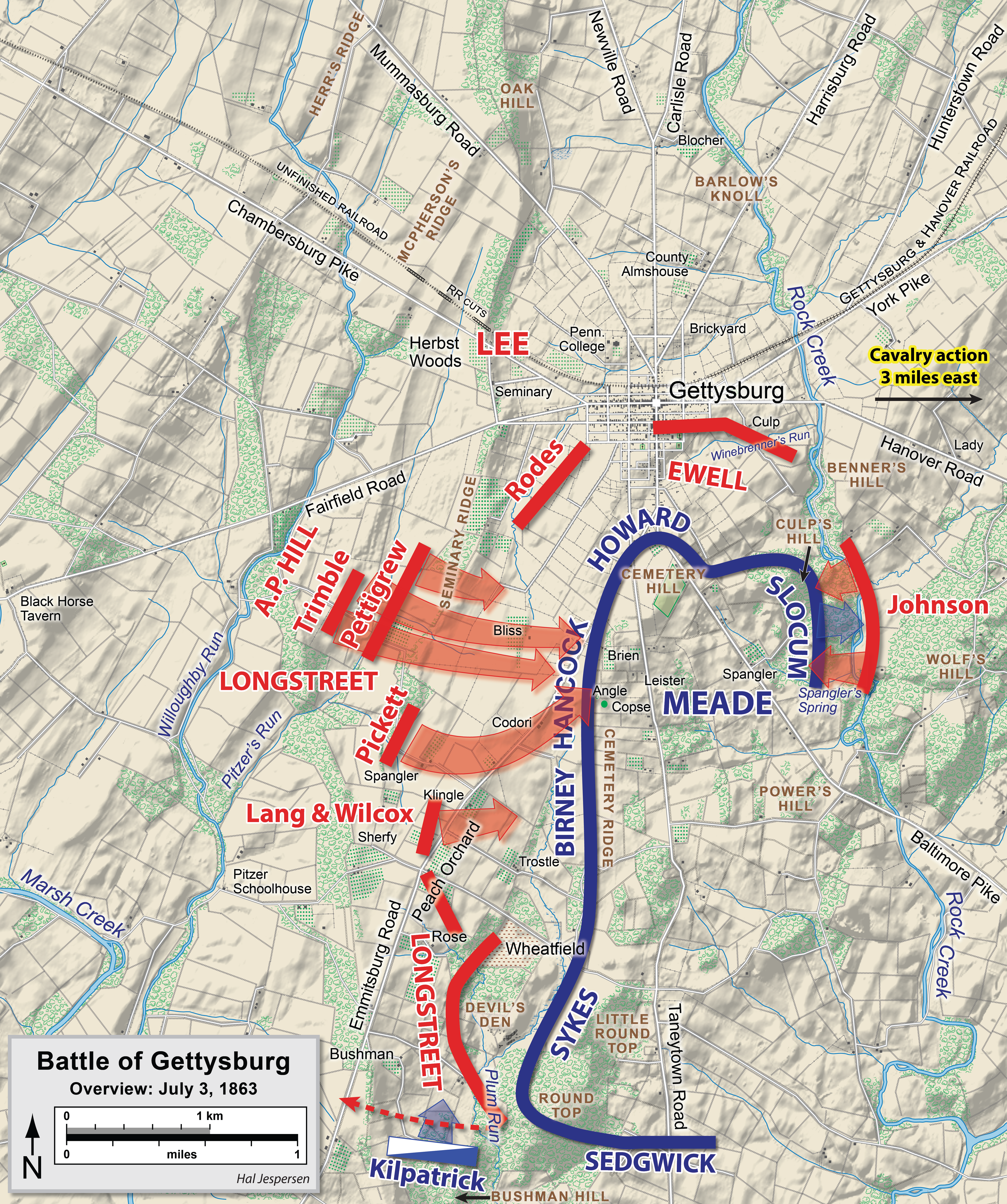
Harta de ansamblu a celei de a treia zi a bătăliei de la Gettysburg

### Planul lui Lee
Lee dorea să reia atacurile în ziua de vineri, 3 iulie, pe același plan de bază ca în ziua anterioară: Longstreet urma să atace flancul stâng unionist, iar Ewell urma să atace Dealul lui Culp. Înainte însă ca Longstreet să fie gata, trupele Corpului XII unionist au declanșat în zori un bombardament de artilerie împotriva confederaților de pe Dealul lui Culp într-un efort de a recâștiga o porțiune a întăriturilor pe care le pierduseră. Confederații au atacat, și a doua luptă de pe Dealul lui Culp a luat sfârșit pe la ora 11 a.m. Harry Pfanz a judecat că, după circa șapte ore de lupte aprige, „linia unionistă era intactă și se ținea mai tare ca oricând”.
Lee a fost obligat să-și schimbe planurile. Longstreet urma să comande divizia Virginia a lui Pickett din Primul Corp, plus șase brigăzi din Corpul lui Hill, într-un atac asupra pozițiilor Corpului II unionist în partea de centru-dreapta a liniei unioniste de pe Piciorul Cimitirului. Înaintea atacului, toată artileria pe care Confederația o putea aduce să lovească pozițiile unioniste urma să bombardeze și să slăbească linia inamicului.
S-a discutat mult de-a lungul anilor despre obiecțiile generalului Longstreet față de planul generalului Lee. În memoriile lui, Longstreet afirmă că i-ar fi spus lui Lee că nu sunt destui oameni pentru a lua cu asalt puternica zonă de centru-stânga a liniei unioniste cu diviziile lui McLaws și Hood întărite de brigăzile lui Pickett. Longstreet credea că atacul va fi respins și că un contraatac ar interpune forțele unioniste între confederați și râul Potomac. Longstreet a scris că ar fi spus că ar fi nevoie de minim treizeci de mii de oameni pentru un atac reușit, precum și de o coordonare strânsă cu celelalte forțe confederate. El a notat că mai rămăseseră doar circa treisprezece mii de oameni în diviziile respective după primele două zile de lupte. Ei ar fi trebuit să înainteze o milă sub foc intens de artilerie și muschete cu rază lungă de acțiune. Longstreet afirmă că l-ar fi întrebat pe Lee: „forța coloanei. El [Lee] a zis cincisprezece mii. S-a exprimat apoi [de către Longstreet] opinia că cei cincisprezece mii de oameni care pot face un asalt reușit peste acel câmp nu fuseseră niciodată desfășurați pentru bătălie; dar el nu mai avea răbdare să asculte, și obosise de atâta vorbă, și nu a mai rămas nimic de făcut decât să se treacă la acțiune."

### Cel mai mare bombardament de artilerie al războiului

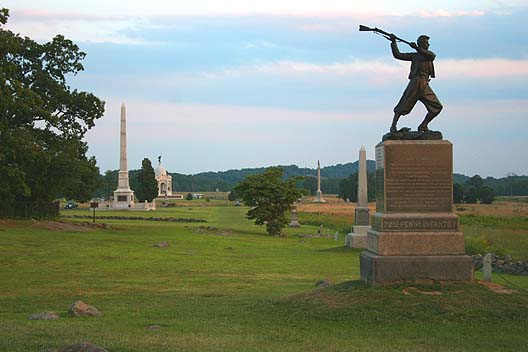
Punctul de apogeu de la cu în dreapta și în stânga, august 2005

Pe la 1 p.m., între 150 și 170 de tunuri confederate au declanșat un bombardament de artilerie care a fost probabil cel mai mare din tot războiul. Pentru a economisi valoroasa muniție pentru atacul de infanterie care știau că va urma, artileria Armatei Potomacului, sub comanda generalului de brigadă Henry Jackson Hunt⁠(d), nu a răspuns la început tirului inamic. După circa 15 minute de așteptare, aproximativ 80 de tunuri unioniste au deschis și ele focul. Armata Virginiei de Nord avea provizii foarte reduse de muniție de artilerie, iar canonada lor nu a afectat semnificativ pozițiile unioniste.

### Șarja lui Pickett
Pe la orele 3 p.m., focul tunurilor a slăbit în intensitate, și între 10.500 și 12.500 de soldați sudiști au pornit de la linia crestei și au înaintat 1.200 m până la Piciorul Cimitirului. Un nume mai exact pentru șarjă ar fi „șarja lui Pickett–Pettigrew–Trimble” după comandanții celor trei divizii care au luat parte la ea, dar rolul jucat de divizia lui Pickett a făcut ca atacul să rămână în istorie sub numele de „șarja lui Pickett⁠(d)”. Când confederații s-au apropiat, era foc de artilerie de flancare dinspre pozițiile unioniste de pe Dealul Cimitirului și din zona Little Round Top, precum și foc de muschetă și de cutii de mitralii dinspre Corpul II al lui Hancock. În centrul Uniunii, comandantul artileriei oprise focul pe durata bombardamentului confederat (pentru a păstra muniția pentru asaltul de infanterie, pe care Meade îl prevăzuse corect cu o zi înainte), ceea ce i-a făcut pe comandanții sudiști să creadă că bateriile de tunuri nordiste fuseseră scoase din funcțiune. Ei au deschis însă focul asupra infanteriei confederate când aceasta s-a apropiat, cu rezultate devastatoare.
Deși linia unionistă a slăbit și s-a rupt temporar într-un punct numit „The Angle⁠(d)” dintr-un zid de piatră de joasă înălțime, aflat chiar la nord de o insulă de vegetație denumită „Pâlcul de Copaci”, breșa a fost astupată imediat cu întăriri, iar atacul confederat a fost respins. Cea mai mare înaintare, a brigăzii generalului de brigadă Lewis A. Armistead⁠(d) din divizia lui Pickett la The Angle, este denumită „apogeul Confederației⁠(d)”. Soldații unioniști și confederați au intrat în lupte corp la corp, lovind cu puștile, baionetele, pietre și chiar cu mâinile goale. Armistead le-a ordonat confederaților săi să întoarcă două tunuri capturate împotriva trupelor unioniste, dar a descoperit că nu mai este muniție, după ce ultimele încărcături de mitralii⁠(d) fuseseră folosite împotriva confederaților care atacau. Armistead a fost rănit mortal puțin după aceea. Aproape jumătate din atacatorii confederați nu s-au mai întors la liniile lor. Divizia lui Pickett a pierdut circa două treimi din oameni, și toți cei trei comandanți au fost răniți sau uciși.

### Bătălii de cavalerie
Pe 3 iulie au avut loc două acțiuni de cavalerie semnificative. Prima a fost cea coordonată cu șarja lui Pickett, și rezultatul ei nedecis a prevenit un posibil dezastru pentru infanteria Uniunii. Locul acestei lupte este astăzi cunoscut drept Câmpul Cavaleriei din Est. A doua ciocnire a fost o înfrângere pentru cavaleria unionistă într-un atac asupra infanteriei confederate. A fost etichetată drept „fiasco”, din cauza tacticilor eronate de cavalerie folosite. Locul acestei ciocniri este astăzi numit Câmpul Cavaleriei din Sud.

#### La nord-est de Gettysburg
Divizia de cavalerie a lui Stuart (trei brigăzi), cu ajutorul brigăzii lui Jenkins, a fost trimisă să păzească flancul stâng confederat. Stuart era poziționat favorabil și pentru a exploata un eventual succes al infanteriei confederate (șarja lui Pickett) pe Dealul Cimitirului, flancând dreapta Uniunii și pătrunzând în spatele infanteriei Uniunii care se confrunta cu atacul confederat. Lupta de cavalerie a avut loc la circa 5 km nord-est de Gettysburg la orele 3:00 pm—pe la sfârșitul barajului de artilerie confederat care a precedat șarja lui Pickett. Forțele lui Stuart s-au ciocnit cu cavaleria unionistă: divizia generalului de brigadă David McMurtrie Gregg⁠(d) și brigada lui Custer din cadrul diviziei lui Kilpatrick. Lupta s-a transformat într-o „grămadă sălbatică care dădea cu săbiile și trăgea cu pistoalele și carabinele”. Unul din regimentele lui Custer, Regimentul 5 Cavalerie din Michigan⁠(d), era înarmat cu puști cu repetiție Spencer, și cel puțin două companii dintr-un alt regiment aveau și ele arme cu repetiție. Lupta s-a încheiat nedecis, niciuna din tabere nemodificându-și poziția. Gregg și Custer l-au împiedicat însă pe Stuart să încercuiască infanteria unionistă din fața lui Pickett.

#### La sud-vest de Gettysburg
După ce a aflat vestea succesului Uniunii împotriva șarjei lui Pickett, generalul de brigadă Judson Kilpatrick⁠(d) a lansat un atac de cavalerie împotriva pozițiilor de infanterie ale Corpului lui Longstreet la sud-vest de Big Round Top⁠(d). Relieful era dificil pentru un atac călare deoarece era accidentat, foarte împădurit și bolovănos—iar oamenii lui Longstreet erau bine apărați și aveau sprijin de artilerie. Generalul de brigadă Elon J. Farnsworth⁠(d) a protestat împotriva inutilității unei astfel de manevre, dar s-a conformat ordinelor. Farnsworth a murit în al patrulea din cele cinci atacuri nereușite, iar brigada lui a suferit pierderi grele. Deși Kilpatrick era descris de cel puțin un lider unionist drept „curajos, cu inițiativă, și energic”, incidente ca șarja lui Farnsworth i-au adus porecla de „Kill Cavalry” („Omoară-Cavalerie”).

## Urmări

### Victime

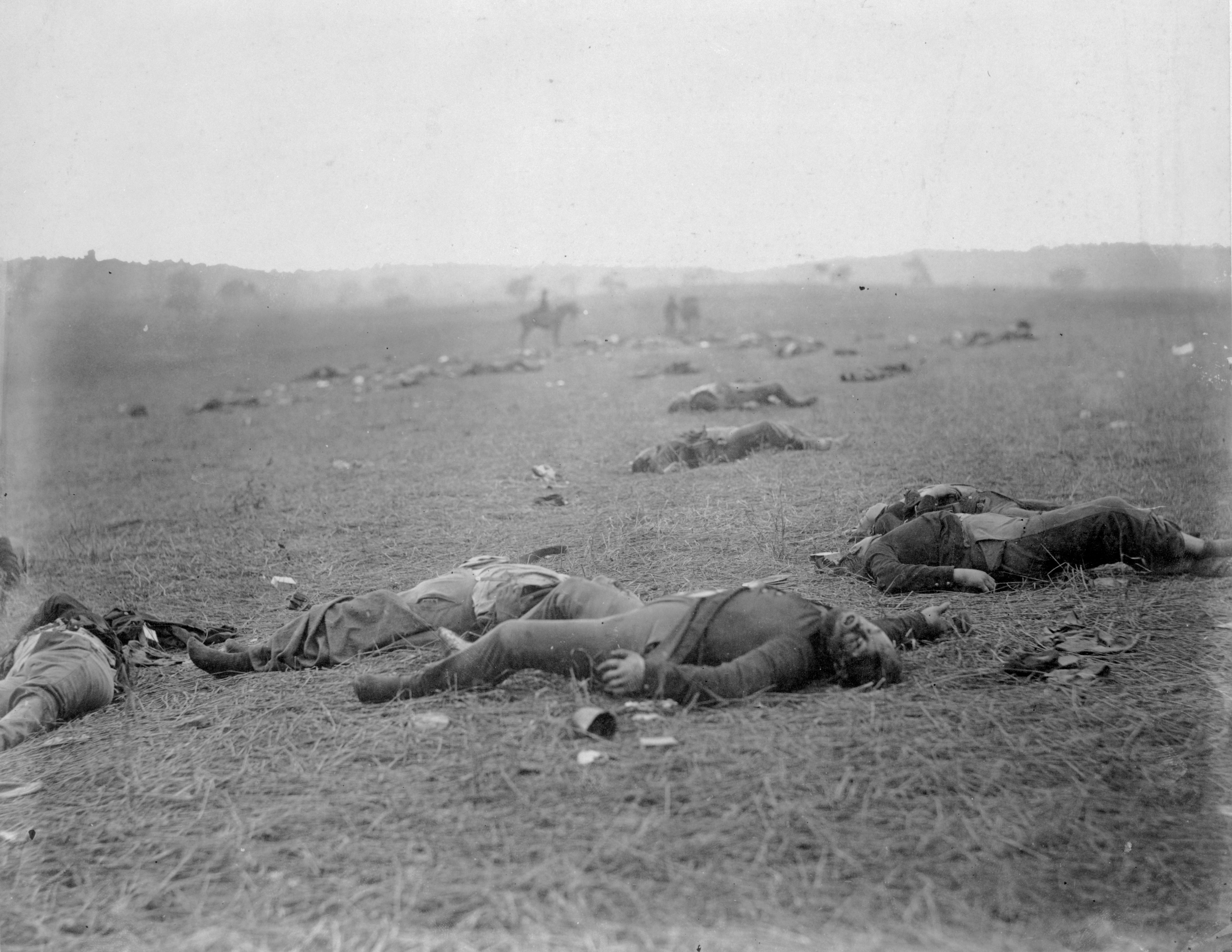
': Soldați unioniști pe câmpul de luptă de la Gettysburg, Pennsylvania, fotografie din sau de

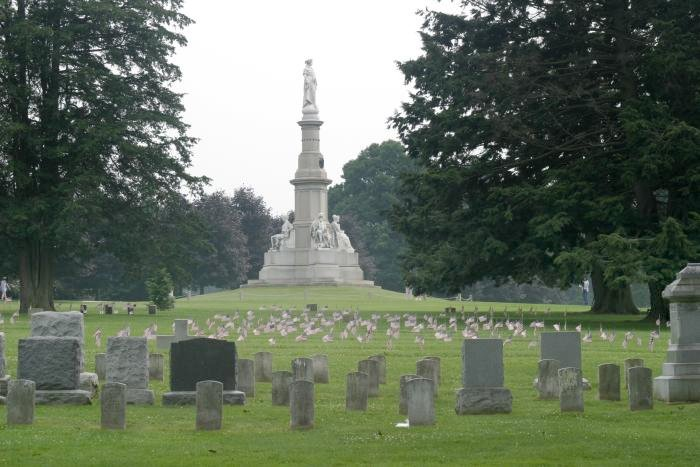
, iulie 2003

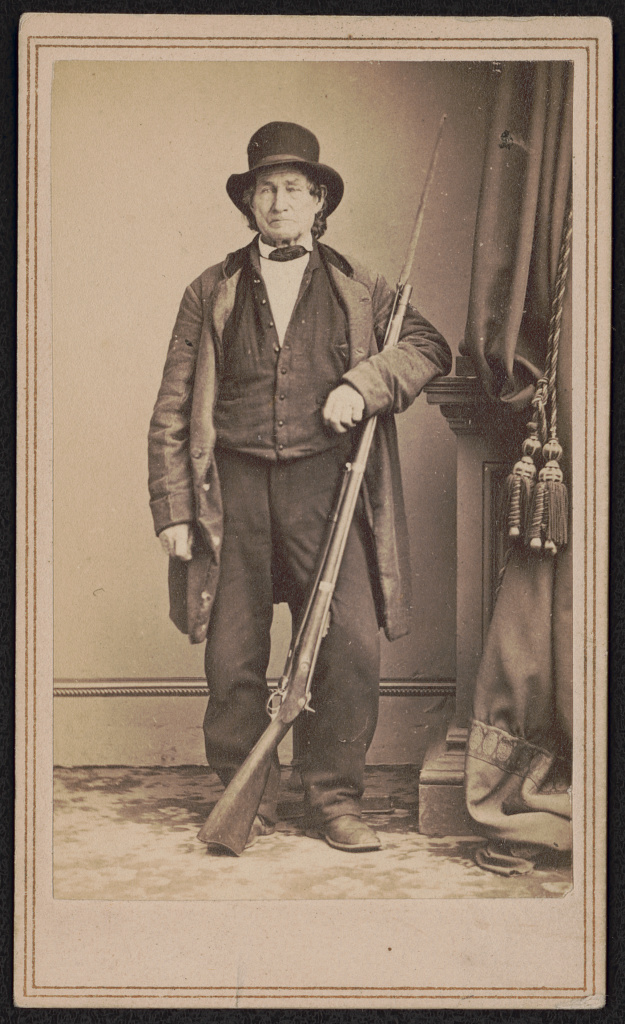
, veteran al Războiului din 1812, civil care a luptat ca voluntar alături de trupele Uniunii în bătălia de la Gettysburg.

Cele două armate au pierdut între 46.000 și 51.000 de oameni. Pierderile Uniunii au fost de 23.055 (3155 morți, 14.531 răniți, 5369 prizonieri sau dispăruți), în vreme ce pierderile Confederației sunt mai dificil de estimat. Mulți autori au vorbit despre până la 28.000 de combatanți confederați pierduți, iar lucrarea mai recentă a lui Busey și Martin, Regimental Strengths and Losses at Gettysburg, documentează 23.231 (4708 morți, 12.693 răniți, 5830 prizonieri și dispăruți). Aproape o treime din ofițerii cu rang de general din subordinea lui Lee au fost uciși, răniți sau luați prizonieri. Pierderile ambelor tabere pentru campania de 6 săptămâni, conform lui Sears, au fost de 57.225.
Pe lângă faptul că a fost bătălia cu cei mai mulți morți din tot războiul, la Gettysburg au murit și cei mai mulți generali. Șapte alți generali au fost răniți. Confederația i-a pierdut pe generalii Paul Jones Semmes⁠(d), William Barksdale⁠(d), William Dorsey Pender, Richard Garnett⁠(d), și Lewis Armistead⁠(d), precum și pe J. Johnston Pettigrew în timpul retragerii de după bătălie. Printre generalii confederați care au fost răniți s-au numărat gen.-mr. John Bell Hood care și-a pierdut capacitatea de a-și folosi brațul stâng, și gen.-mr. Henry Heth care a fost împușcat în cap în prima zi de bătălie (deși nu a mai putut participa la restul bătăliei, a supraviețuit fără sechele, în parte pentru că avea pălăria plină de depeșe și alte hârtii). Generalii confederați James L. Kemper⁠(d) și Isaac R. Trimble⁠(d) au fost grav răniți în timpul șarjei lui Pickett și au fost luați prizonieri în timpul retragerii confederaților. Generalul de brigadă confederat James J. Archer, care comanda o brigadă foarte probabil responsabilă pentru uciderea lui Reynolds, a fost luat prizonier puțin după moartea lui Reynolds. În Primul Corp Confederat, opt din cei paisprezece comandanți de divizii și brigadă ai lui Longstreet au murit sau au fost răniți, inclusiv gen. brig. George T. Anderson⁠(d) și gen. brig. Jerome B. Robertson⁠(d), care au fost răniți. În al Doilea Corp al lui Ewell, gen. brig. Isaac E. Avery a fost rănit mortal și gen. brig. John M. Jones⁠(d) a fost rănit. În al Treilea Corp al lui Hill, pe lânga moartea lui Pender și Pettigrew, gen.-mr. Henry Heth și col. Birkett D. Fry⁠(d) (care avea mai târziu să fie avansat la gradul de general de brigadă), aflat temporar la comanda brigăzii, au fost răniți. În același corp de armată, au fost răniți și gen. brig. Alfred M. Scales⁠(d) și col. William L. J. Lowrance⁠(d), aflat temporar la comanda brigăzii. În Divizia Confederată de Cavalerie, au fost răniți gen. brig. Wade Hampton și gen. brig. Albert G. Jenkins⁠(d).
De partea Uniunii, au murit generalii John Reynolds, Samuel K. Zook⁠(d), și Stephen H. Weed⁠(d), precum și Elon J. Farnsworth, avansat la gradul de general de brigadă de către gen.-mr. Pleasanton, chiar dacă avansarea în grad a fost confirmată doar postum, și Strong Vincent, care, după ce a fost rănit mortal, a fost avansat pe patul de moarte în gradul de general de brigadă. Printre alți ofițeri seniori răniți s-au numărat generalii unioniști Dan Sickles⁠(d) (și-a pierdut un picior), Francis C. Barlow, Daniel Butterfield⁠(d), și Winfield Scott Hancock⁠(d). Cinci din șapte comandanți de brigăzi din Corpul I al lui Reynolds au fost răniți. Pe lângă rănirea lui Hancock și a gen. brig. John Gibbon din Corpul II, trei din zece comandanți de brigadă au murit și alți trei au fost răniți.
Următoarele tabele sumarizează pierderile forțelor Uniunii și Confederației pe corpuri de armată de-a lungul celor trei zile ale bătăliei, conform lui Busey și Martin.
| Corpurile Uniunii    | Pierderi (m/r/p)     |
| -------------------- | -------------------- |
| Corpul I             | 6059 (666/3231/2162) |
| Corpul II            | 4369 (797/3194/378)  |
| Corpul III           | 4211 (593/3029/589)  |
| Corpul V             | 2187 (365/1611/211)  |
| Corpul VI            | 242 (27/185/30)      |
| Corpul XI            | 3801 (369/1922/1510) |
| Corpul XII           | 1082 (204/812/66)    |
| Corpul de Cavalerie  | 852 (91/354/407)     |
| Rezerva de Artilerie | 242 (43/187/12)      |

| Corpurile Confederației | Pierderi (m/r/p)      |
| ----------------------- | --------------------- |
| Primul Corp             | 7665 (1617/4205/1843) |
| Al Doilea Corp          | 6686 (1301/3629/1756) |
| Al Treilea Corp         | 8495 (1724/4683/2088) |
| Corpul de Cavalerie     | 380 (66/174/140)      |

Bruce Catton⁠(d) scria: „orașul Gettysburg arăta de parcă toată lumea s-a apucat să se mute din case în același timp, dar au fost întrerupți de o catastrofă.” S-a documentat însă moartea unui singur civil în timpul bătăliei: Ginnie Wade⁠(d) (cunoscută și ca Jennie), de 20 de ani, a fost lovită de un glonț rătăcit care a trecut prin bucătăria ei din oraș în timp ce ea făcea pâine. O altă victimă civilă notabilă a fost John L. Burns⁠(d), un veteran de 69 de ani al Războiului din 1812 care s-a prezentat pe front în prima zi de bătălie și a participat la luptele grele ca voluntar, fiind rănit de mai multe ori. Deși vârstnic și rănit, Burns a supraviețuit bătăliei și a trăit până în 1872. Aproape 8000 de oameni au fost omorâți; aceste cadavre, expuse soarelui verii, trebuiau îngropate rapid. Cadavrele a peste 3000 de cai au fost incinerate pe mai multe ruguri la sud de oraș; localnicilor li s-a făcut rău de la miros. Între timp, orășelul Gettysburg, cu cei doar 2400 de locuitori ai lui, s-a trezit că trebuie să îngrijească 14.000 de soldați unioniști răniți, și alți 8000 de prizonieri confederați.
Confederații au pierdut peste 31–55 de steaguri de luptă, Uniunea pierzând și ea probabil ceva mai puțin de 40. Steagurile de luptă confederate au fost trimise la Washington.
Au murit 3000–5000 de cai.

### Retragerea Confederației

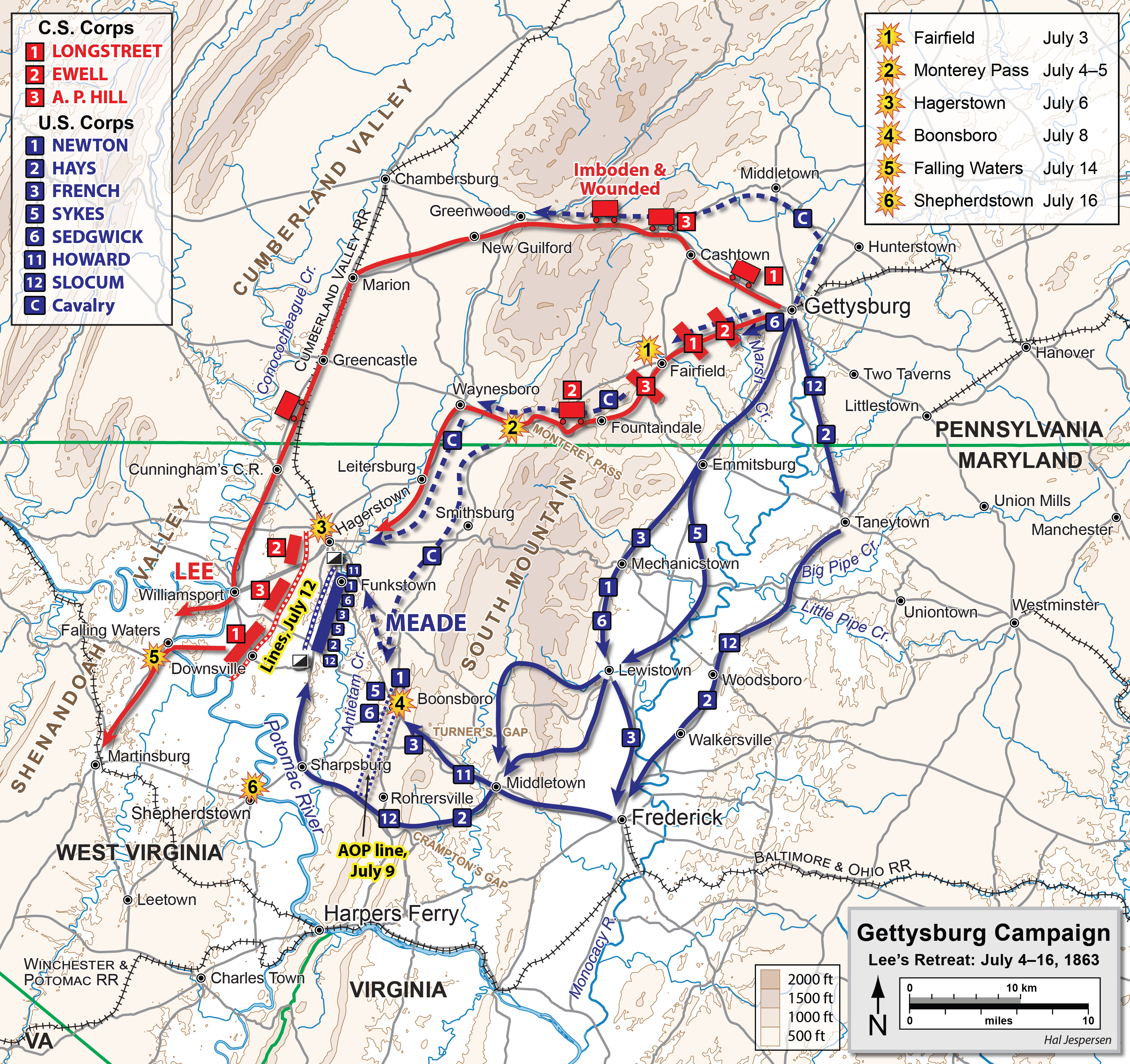
Campania Gettysburg (–)

În dimineața de 4 iulie, când armata lui Lee încă mai era prezentă, Meade a ordonat cavaleriei să pătrundă în spatele armatei lui Lee. Pe o ploaie puternică, armatele s-au privit de la distanță, peste câmpia însângerată, în aceeași zi în care, la circa ianuarie 1480 distanță, garnizoana Vicksburg capitula în fața generalului-maior Ulysses S. Grant. Lee își refăcuse liniile într-o poziție defensivă pe Dealul Seminarului în noaptea de 3 iulie, evacuând orașul Gettysburg. Confederații au rămas pe partea vestică a câmpului de luptă, sperând că Meade va ataca, dar precautul comandant unionist a hotărât să nu-și asume riscul, decizie pentru care avea mai târziu să fie criticat. Ambele armate au început să-și strângă restul răniților și să îngroape o parte din morți. O propunere a lui Lee de schimb de prizonieri a fost respinsă de Meade.

Spre sfârșitul după-amiezei ploioase, Lee a început să deplaseze partea necombatantă a armatei lui înapoi spre Virginia. Cavaleriei conduse de generalul de brigadă John D. Imboden⁠(d) i s-a încredințat escortarea convoiului de căruțe cu provizii și răniți, lung de 27 km, pe un drum lung prin Cashtown⁠(d) și Greencastle⁠(d) până la Williamsport, Maryland⁠(d). După apusul soarelui, partea combatantă a armatei lui Lee și-a început și ea retragerea spre Virginia pe un drum mai direct (dar mai muntos) către Fairfield⁠(d). Lee știa exact ce avea de făcut, dar situația lui Meade era altfel. Meade avea nevoie să rămână la Gettysburg până când era sigur că Lee a plecat. Dacă Meade ar fi plecat primul, ar fi riscat să lase o deschidere prin care Lee ar fi putut ajunge la Washington sau Baltimore. În plus, în general armata care pleacă prima de pe câmpul de luptă este adesea considerată înfrântă.
Acum, dacă generalul Meade își poate încununa munca atât de glorios dusă până acum, prin distrugerea literală sau substanțială a armatei lui Lee, rebeliunea va lua sfârșit.
Cavaleria Uniunii a repurtat câteva succese minore în urmărirea armatei lui Lee. Prima ciocnire mai importantă a avut loc pe 4 iulie în munți, în Pasul Monterey⁠(d), unde divizia de cavalerie a lui Kilpatrick a capturat între 150 și 300 de căruțe și a luat 1300 până la 1500 de prizonieri. Începând cu 6 iulie, s-au mai desfășurat și alte lupte de cavalerie mai aproape de râul Potomac în zona Williamsport-Hagerstown⁠(d) din Maryland. Armata lui Lee fusese blocată și întârziată la traversarea Potomacului de vremea ploioasă care făcuse râul să se umfle, și să distrugă podul de pontoane⁠(d) de la Falling Waters⁠(d). Infanteria lui Meade nu s-a angajat complet în urmărirea lui Lee până pe 7 iulie, și, în ciuda cererilor repetate ale lui Lincoln și Halleck, nu a fost suficient de agresiv încât să distrugă armata lui Lee. La Falling Waters s-a construit un nou pod de pontoane, și coborârea nivelului apelor le-a permis confederaților să treacă după lăsarea întunericului pe 13 iulie. Deși infaneria lui Meade ajunsese în zonă pe 12 iulie, cavaleria a fost cea care a atacat ariergarda confederată în dimineața zilei de 14 iulie. Cavaleria Uniunii a luat 500 de prizonieri, iar generalul de brigadă confederat Pettigrew a fost rănit mortal, dar armata lui Lee a reușit să treacă Potomacul. Campania a continuat și la sud de Potomac până la bătălia din Valea Manassas⁠(d) din 23 iulie, când Lee a scăpat și Meade a renunțat la urmărire.

### Reacția la vestea victoriei în Uniune
Vestea victoriei unioniste a electrizat Nordul. În The Philadelphia Inquirer⁠(d), prima pagină clama „Victorie! Waterloo eclipsat!”, iar jurnalistul newyorkez George Templeton Strong⁠(d) a scris:
Rezultatele acestei victorii sunt neprețuite. ... Șarmul invincibilității lui Robert E. Lee s-a risipit. Armata Potomacului și-a găsit în sfârșit un general care o poate struni, și care s-a ridicat cu noblețe la nivelul grelei ei munci în ciuda lungii și dezamăgitoarei liste de eșecuri trudite. ... Copperheadsii sunt paralizați și muți pe moment cel puțin. ... Guvernul este cvadruplu întărit în țară și peste hotare.— George Templeton Strong, Diary, p. 330.
Entuziasmul s-a risipit însă în curând când publicul a înțeles că armata lui Lee evitase distrugerea și că războiul va continua. Lincoln s-a plâns secretarului Marinei, Gideon Welles⁠(d) că „armata noastră a avut [victoria în] război în palmă și nu a fost în stare să o apuce!” Generalul de brigadă Alexander S. Webb⁠(d) i-a scris tatălui său pe 17 iulie, afirmând că politicieni de la Washington „de teapa lui Chase, Seward și alții”, dezgustați de Meade, „mi-au scris să-mi spună că de fapt Lee a câștigat acea bătălie!”

### Efectul asupra Confederației
De fapt, confederații pierduseră atât pe plan militar, cât și pe plan politic. În ultimele ceasuri ale bătăliei, vicepreședintele Confederației⁠(d), Alexander Stephens⁠(d) s-a apropiat de liniile Uniunii la Norfolk, Virginia, cu un steag alb. Deși avea oficial din partea președintelui Confederației⁠(d) Jefferson Davis instrucțiuni limitate la negocierea de schimburi de prizonieri și alte chestiuni procedurale, istoricul James M. McPherson⁠(d) speculează că el avea scopul neoficial de deschide negocieri de pace. Davis spera că Stephens va ajunge la Washington dinspre sud în timp ce armata victorioasă a lui Lee mărșăluiește în aceeași direcție dinspre nord. Știind rezultatul luptelor de la Gettysburg, președintele Lincoln a refuzat cererea lui Stephens de a trece liniile. Mai mult, când vestea a ajuns la Londra, orice speranțe mai avea Confederația pentru a fi recunoscută de puterile europene au fost în sfârșit abandonate. Henry Adams⁠(d), al cărui tată era la acea vreme ambasador al SUA în Regatul Unit, a scris: „dezastrele rebelilor nu sunt atenuate de niciun fel de speranță de succes. S-a acceptat acum că orice idee de intervenție a luat sfârșit.”
Efectele acestei înfrângeri s-au combinat cu sfârșitul asediului Vicksburgului, care a capitulat în fața armatelor federale ale lui Grant în Vest pe 4 iulie, a doua zi după bătălia de la Gettysburg. Confederația a pierdut acolo alți 30.000 de oameni, împreună cu armele și proviziile lor.
Reacția imediată a sectoarelor public și militar din Sud a fost că Gettysburg este un pas înapoi, dar nu un dezastru. Lumea avea senzația că Lee avusese succes pe 1 iulie și că luptase cu vitejie pe 2–3 iulie, dar nu putuse diloca Armata Uniunii din puternica poziție defensivă pe care se retrăsese; apoi confederații rămăseseră pe poziții pe 4 iulie și s-au retras abia după ce și-au dat seama că Meade nu-i va ataca. Retragerea la Potomac care ar fi putut fi un dezastru fusese realizată cu măiestrie. Mai mult, Armata Potomacului fusese ținută departe de ogoarele Virginiei toată vara și totul prezicea că Meade nu se va aventura să le amenințe tot restul anului. Lee însuși își evalua pozitiv campania, scriind soției lui că armata se întorsese „ceva mai curând decât mă gândisem la început, dar realizând ce mi-am propus când am plecat de la Rappahannock, anume a ușura Valea de prezența inamicului  și a atrage armata lui la nord de Potomac”. A fost citat cum că ar fi spus maiorului John Seddon, fratele secretarului de război al Confederației: „Domnule, i-am cam biciuit la Gettysburg, și se va vedea că în următoarele șase luni acea armată va fi tăcută ca un pui de turturea.” Unele publicații din Sud, cum ar fi Charleston Mercury, au criticat însă acțiunile lui Lee. Pe 8 august, Lee și-a oferit președintelui Davis demisia, dar acesta i-a respins-o.

### Discursul de la Gettysburg

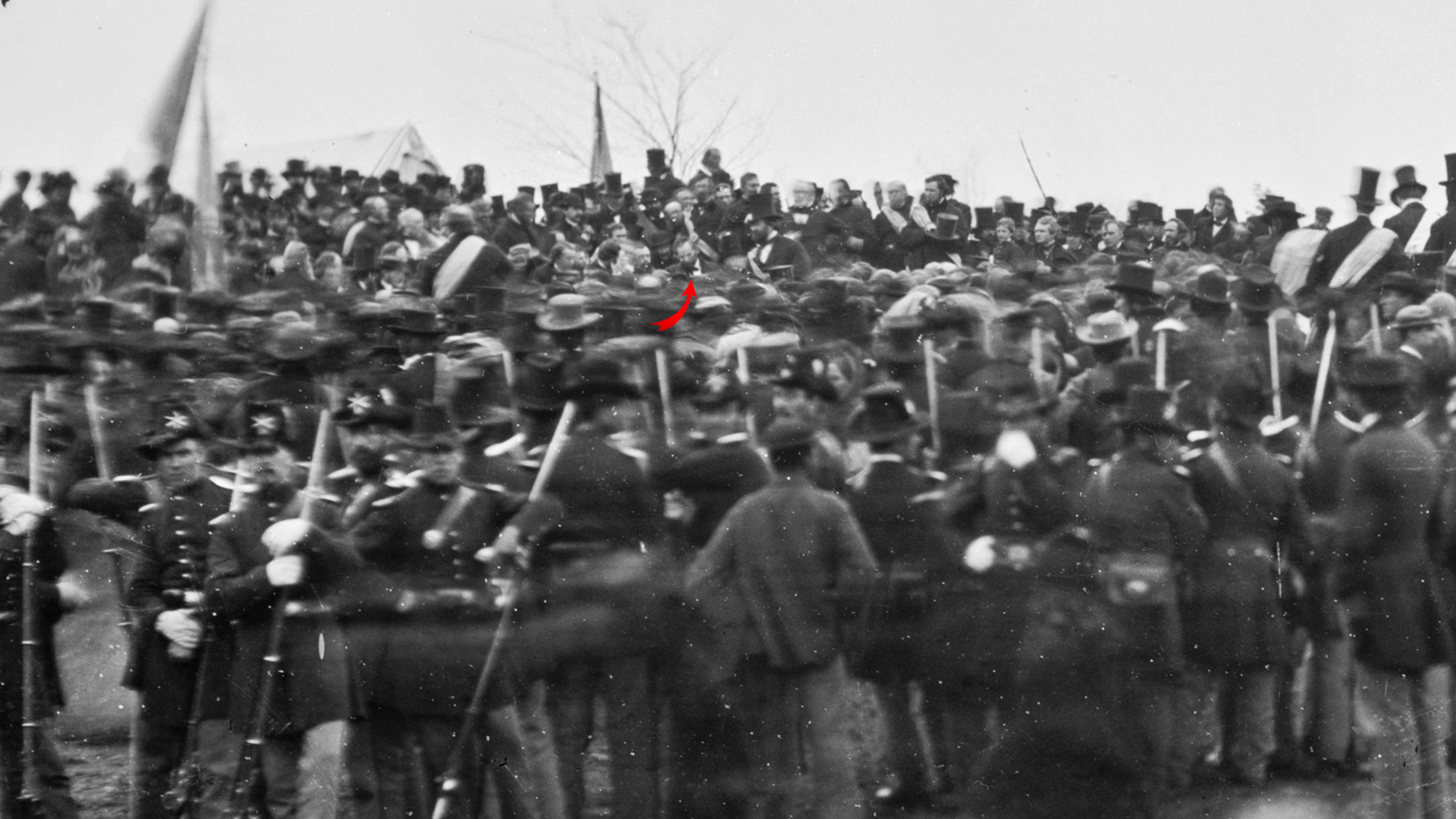
La, președintele SUA Abraham Lincoln a ținut Discursul de la Gettysburg, considerat unul din cele mai celebre discursuri din istoria americană. Lincoln (marcat cu o săgeată roșie pe fotografie) este aici înconjurat de o mulțime de cetățeni și soldați.

Când pagubele produse de război erau încă vizibile la Gettysburg, după peste patru luni, pe 19 noiembrie, a fost sfințit Cimitirul Național al Soldaților⁠(d). În timpul ceremoniei, președintele Lincoln a adus omagiu celor căzuți și a redefinit scopul războiului în istoricul său discurs de la Gettysburg.

### Medalia de Onoare
Pentru Campania Gettysburg s-au decernat 72 de Medalii de Onoare, dintre care 64 pentru acțiuni din timpul bătăliei propriu-zise. Prima distincție s-a acordat în decembrie 1864, iar cea mai recentă a fost acordată post-mortem locotenentului Alonzo Cushing⁠(d) în 2014.

## Evaluare istorică

### Cât de decisivă a fost bătălia
Natura rezultatului bătăliei de la Gettysburg a rămas subiect de controversă. Deși la vremea ei nu a părut a fi de o semnificație extraordinară, în special pentru că războiul a continuat încă doi ani, a fost numită în retrospectivă „punctul de cotitură al războiului”⁠(d), de regulă în combinație cu căderea Vicksburgului a doua zi, pe baza observației că, după Gettysburg, armata lui Lee nu a mai fost capabilă de ofensive strategice—ci doar a reacționat la inițiativa lui Ulysses S. Grant în 1864 și 1865—dar și pe baza perspectivei speculative a autorilor Cauzei Pierdute conform cărora o victorie confederată la Gettysburg ar fi pus capăt războiului.
[Armata Potomacului] obținuse o victorie. Poate o victorie mai mică decât sperase dl. Lincoln, dar totuși o victorie—și, din această cauză, nu mai era posibil ca Confederația să câștige războiul. Sigur, Nordul încă îl mai putea pierde, dacă soldații sau poporul își vor pierde convingerea, dar o înfrângere de mâna inamicului nu mai era în cărți.
Este o opinie actualmente cu mulți adepți aceea că Gettysburg a fost o victorie decisivă⁠(d) pentru Uniune, dar termenul este considerat imprecis. Este indiscutabilă că ofensiva lui Lee a fost decisiv oprită pe 3 iulie și că campania lui din Pennsylvania a fost încheiată prematur (deși la acea dată confederații au susținut că este o încetare temporară și că obiectivele campaniei fuseseră în mare îndeplinite). Când însă se discută pe definiția mai comună a „victoriei decisive”—o victorie militară incontestabilă care determină sau influențează semnificativ rezultatul unui conflict—istoricii sunt împărțiți. De exemplu, David J. Eicher⁠(d) a spus că Gettysburg a fost o „înfrângere strategică pentru Confederație”, iar James M. McPherson a scris că „Lee și oamenii lui vor mai continua să se încununeze cu lauri. Dar niciodată nu vor mai poseda puterea și reputația cu care au mers în acele glorioase zile de vară ale lui 1863.”
Herman Hattaway și Archer Jones au scris, pe de altă parte, că „impactul strategic al bătăliei de la Gettysburg a fost ... destul de limitat.” Steven E. Woodworth scria că „Gettysburg nu a făcut decât să demonstreze cvasiimposibilitatea unei acțiuni decisive pe Teatrul de Est.” Edwin Coddington a subliniat pierderile grele suferite de Armata Potomacului și faptul că „după bătălie, Meade nu mai deținea un instrument cu adevărat eficient pentru a-și îndeplini sarcina. Armata avea nevoie de o riguroasă reorganizare cu noi comandanți și trupe proaspete, dar aceste schimbări aveau să fie făcute abia după apariția în scenă a lui Grant în martie 1864.” Joseph T. Glatthaar a scris că „Oportunitățile ratate și succesele neobținute au chinuit Armata Virginiei de Nord în timpul invaziei Nordului”, dar după Gettysburg, „fără distracțiile datoriei de forță invadatoare, fără căderile în indisciplină, Armata Virginiei de Nord [a rămas] o forță extrem de formidabilă.” Ed Bearss⁠(d) a scris că „Invazia Nordului de către Lee fusese un eșec costisitor. Chiar și așa, în cel mai bun caz, Armata Potomacului doar conservase impasul strategic de pe Teatrul de Est ...” Istoricul Alan Guelzo consemnează că Gettysburg și Vicksburg nu au pus capăt războiului, care avea să mai dureze doi ani. El a observat că chiar după doar puțin mai mult de un an, armatele federale păreau împotmolite fără speranță în asedii la Petersburg și Atlanta.
Peter Carmichael se referă la contextul militar pentru armate, „la cumplitele pierderi de la Chancellorsville și Gettysburg, care practic au distrus capacitatea ofensivă a lui Lee,” sugerând că aceste înfrângeri cumulative nu sunt rezultatul unei singure bătălii. Thomas Goss, scriind în revista Military Review a Forțelor Terestre ale SUA pe marginea definiției noțiunii de „decisiv” și despre cum se aplică această descriere Gettysburgului, concluziona: „După câte s-au decis și s-au realizat, bătălia de la Gettysburg nu își merită eticheta de «bătălie decisivă».” Istoricul militar John Keegan⁠(d) confirmă. Gettysburg a fost o bătălie de referință, cea mai mare a războiului, și nu avea să mai fie depășită. Uniunea își restaurase credința în victoria certă, iar înfrângerea descurajase Confederația. Deși „nu a fost chiar o bătălie decisivă”, Gettysburg a fost sfârșitul utilizării Armatei Virginiei de Nord de către Confederație ca zonă militară de tampon, ceea ce a pregătit terenul pentru Campania Terestră⁠(d).

### Lee vs. Meade

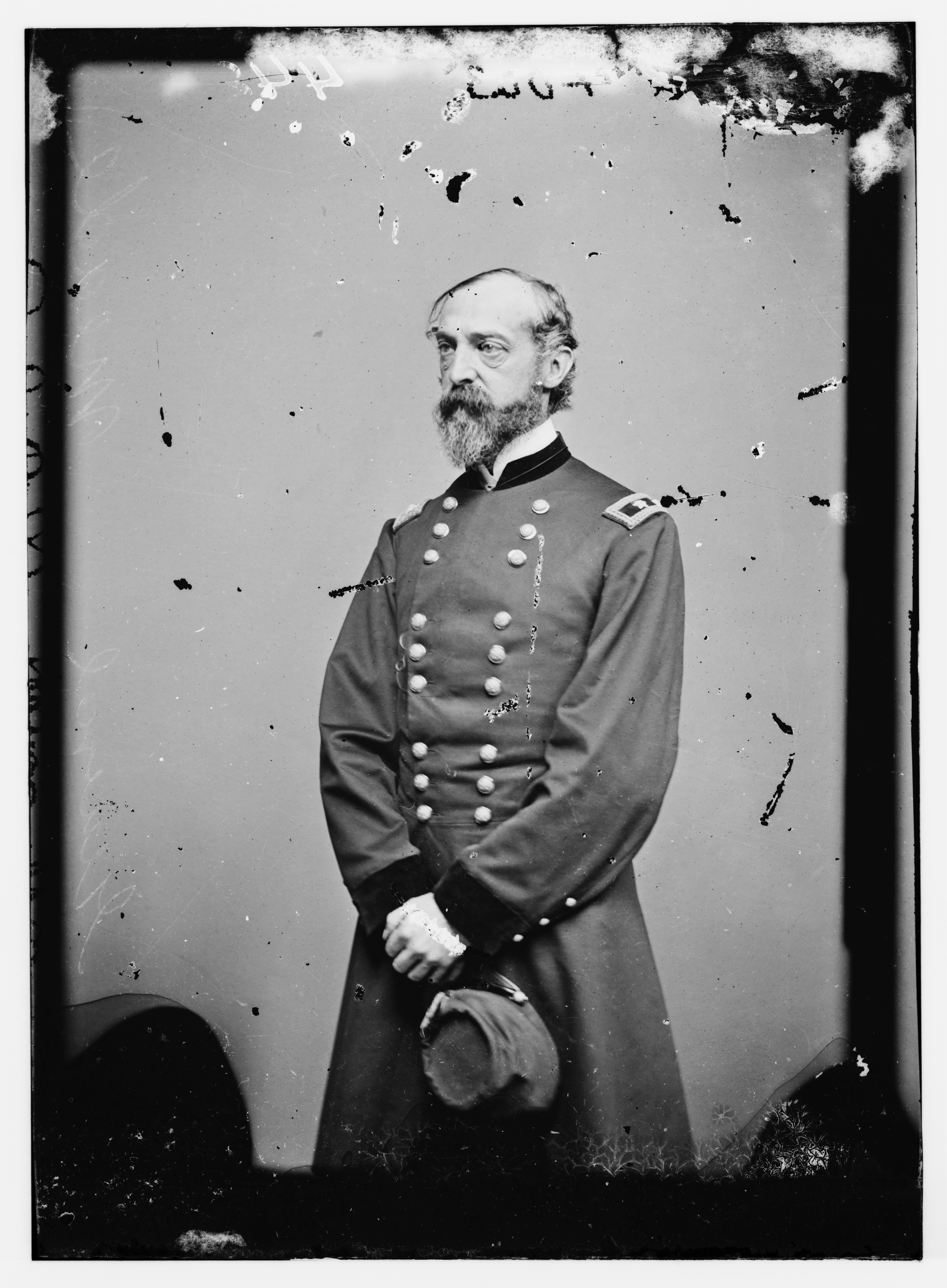
George Meade, generalul învingător în bătălia de la Gettysburg

Înainte de Gettysburg, Robert E. Lee își construise o reputație de general aproape invincibil, după ce a obținut victorii surprinzătoare în fața unor adversari superiori numeric—deși de obicei cu prețul unor pierderi grele pentru armata lui—în cele Șapte Zile⁠(d), în Campania din Virginia de Nord⁠(d) (inclusiv a doua bătălie de pe Bull Run), la Fredericksburg, și la Chancellorsville. Doar în Campania Maryland⁠(d), cu bătălia de pe Antietam care s-a încheiat neconcludent, avusese mai puțin succes. Ca urmare, unii istorici, ca Fuller, Glatthaar, și Sears au încercat să explice cum de s-a întrerupt șirul victoriilor lui Lee atât de dramatic la Gettysburg. Deși chestiunea este poluată de tentativele de a ilustra istoria și reputația lui Lee într-o manieră ce susține diferite obiective partizane, principalii factori care au contribuit la înfrângerea lui Lee au fost: încrederea lui exagerată în invincibilitatea oamenilor lui; prestația subordonaților și felul cum au fost aceștia conduși de către Lee; problemele lui de sănătate; și prestația adversarului său, George G. Meade, și a Armatei Potomacului.
Pe parcursul campanie, Lee a fost influențat de credința că oamenii lui sunt invincibili; îi formaseră această opinie cele mai multe din experiențele lui Lee cu Armata Virginiei de Nord, inclusiv marea victorie de la Chancellorsville de la începutul lui mai și succesele inițiale obținute în fața unioniștilor în prima zi la Gettysburg. Cum moralul joacă un rol important pentru o victorie militară atunci când ceilalți factori sunt egali, Lee nu dorea să tempereze dorința de luptă a armatei lui și a rezistat sugestiilor venite mai ales de la Longstreet, de a se retrage din recent capturatul oraș Gettysburg pentru a alege un teren mai favorabil armatei lui. Corespondentul de război Peter W. Alexander a scris că Lee „a acționat, probabil, sub impresia că trupele lui pot cuceri orice poziție, oricât de formidabilă. Dacă așa a făcut, atunci a făcut o greșeală, însă una în care cad uneori și cei mai capabili comandanți.” Lee a fost el însuși de acord cu această evaluare, scriindu-i președintelui Davis: „nicio vină nu poate fi dată pe armată pentru că nu a realizat ce am cerut eu, nici nu trebuie sancționată pentru nerezonabilele așteptări ale publicului—doar eu sunt de vină, poate pentru că am așteptat prea mult de la vitejia și priceperea lor.”

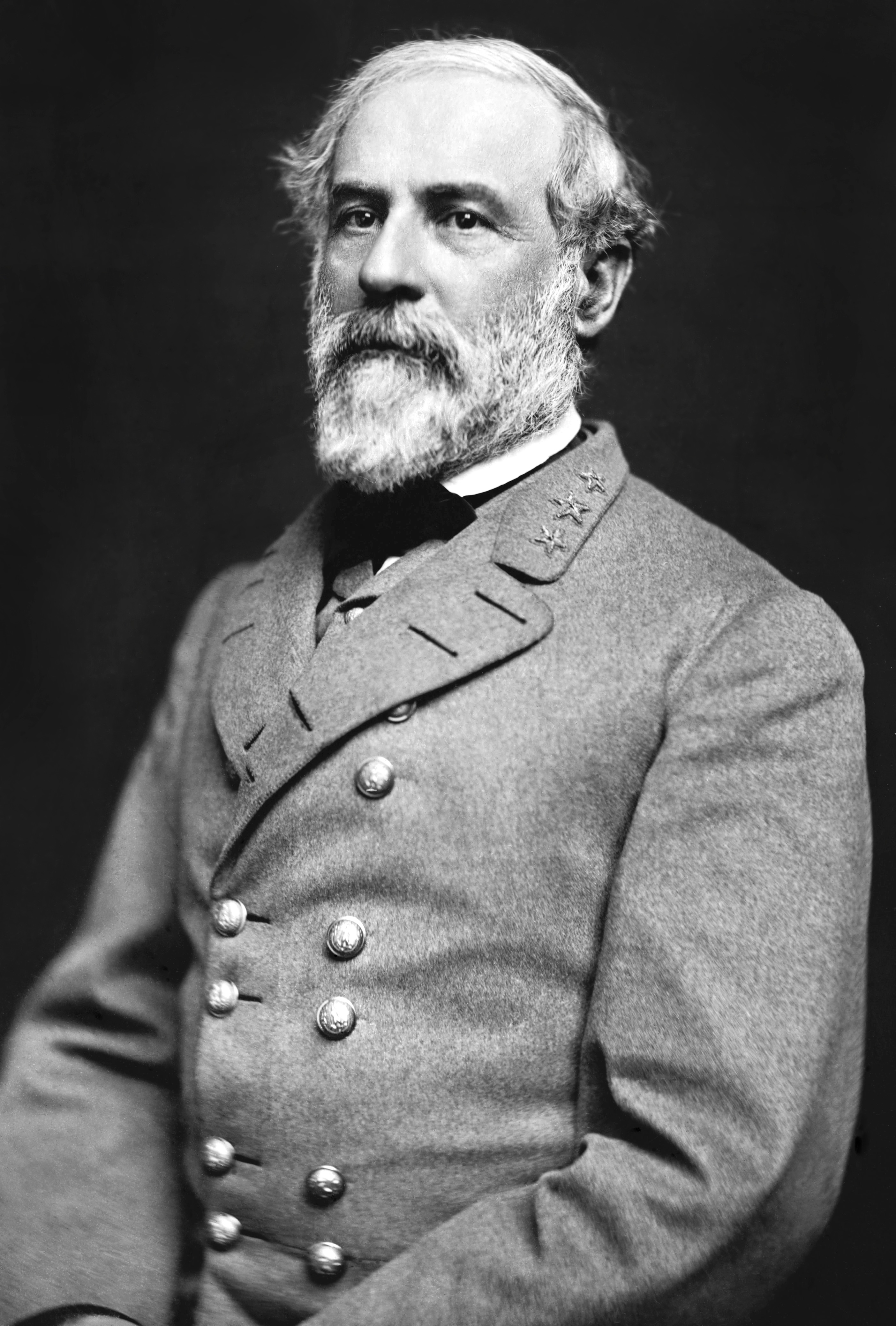
Robert E. Lee, generalul la bătălia de la Gettysburg

Cele mai controversate evaluări ale bătăliei îi implică pe subordonații lui Lee. Tema dominantă a autorilor Cauzei Pierdute și a multor altor istorici este aceeea că generalii seniori ai lui Lee l-au dezamăgit în moduri cruciale, cauzând direct pierderea bătăliei; perspectiva alternativă este că Lee nu a știut să-și conducă subordonații într-un mod adecvat, și că nu a compensat lipsurile lor. Doi dintre comandanții lui de corp—Richard S. Ewell și A.P. Hill—fuseseră doar recent avansați și nu erau pe deplin obișnuiți cu stilul de comandă al lui Lee, în care el dădea doar obiective și îndrumări generale fostului lor comandant, Stonewall Jackson; Jackson traducea aceste linii generale în ordine detaliate și specifice adresate comandanților de divizii. Toți cei patru comandanți principali ai lui Lee au fost criticați în timpul campaniei și bătăliei:
- James Longstreet a fost ținta celor mai multe atacuri din partea autorilor Cauzei Pierdute, și din cauză că el l-a criticat direct pe Lee în scrierile lui postbelice și a devenit republican⁠(d) după război. Criticii îl acuză că a atacat mult mai târziu decât intenționa Lee pe 2 iulie, risipind o șansă de a lovi Armata Uniunii înainte de a fi cantonată pe pozițiile defensive. Ei au pus la îndoială motivația lui de a ataca puternic pe 2 și 3 iulie pentru că el susținuse că armata ar trebui să manevreze într-o poziție în care să îl oblige pe Meade să atace el. Perspectiva alternativă este că Lee era îndeaproape în contact cu Longstreet în timpul bătăliei, acceptase întârzierile din dimineața de 2 iulie, și nu a criticat niciodată prestația lui Longstreet. (Există și considerabile speculații despre cum ar fi arătat un atac înainte ca Dan Sickles să-și deplaseze Corpul III spre Livada de Piersici.)[150]
- J.E.B. Stuart⁠(d) l-a lipsit pe Lee de informațiile despre cavalerie o bună parte a campaniei, luându-și cele mai bune trei brigăzi pe un drum separat de al restului armatei. Aceasta ar fi condus la luarea prin surprindere a lui Lee de către viguroasa urmărire a lui Hooker; la ciocnirea din 1 iulie care s-a transformat prematur într-o bătălie în toată regula; și l-a împiedicat pe Lee să înțeleagă pe deplin dispunerea inamicului pe 2 iulie. Dezacordurile pe tema vinovăției lui Stuart pentru această situație își au originea în ordinele relativ vagi date de Lee, dar cei mai mulți istorici moderni sunt de acord că ambii generali au avut partea lor de vină pentru eșecul misiunii cavaleriei în prima fază a campaniei.[151]
- Richard S. Ewell⁠(d) a fost universal criticat pentru că nu a ocupat terenul înalt în după-amiaza de 1 iulie. Din nou, controversele se centrează pe ordinele date de Lee, care îi sugerau în linii mari lui Ewell să acționeze „dacă e practicabil”. Mulți istorici speculează că, dacă ar fi supraviețuit la Chancellorsville, Stonewall  ar fi ocupat cu agresivitate Dealul lui Culp, făcând Dealul Cimitirului să nu mai poată fi apărat, și schimbând întreaga structură a bătăliei. Un ordin mai clar formulat de către Lee ar fi făcut diferența în raport cu subordonatul lui.[152]
- A.P. Hill⁠(d) a fost critica și el pentru prestația ineficientă. Acțiunile lui au făcut ca bătălia să izbucnească și apoi să escaladeze pe 1 iulie, în ciuda ordinelor lui Lee de a nu intra într-o luptă generală (deși istoricii remarcă faptul că Hill l-a informat bine pe Lee despre acțiunile lui din acea zi). Boala lui Hill a minimizat însă implicarea lui personală în restul bătăliei, iar Lee a luat măsura explicită de a lua temporar trupe din corpul lui Hill pentru a i le da lui Longstreet pentru șarja lui Pickett⁠(d).[153]

Pe lângă boala lui Hill, prestația lui Lee a fost afectată și de problemele lui cu inima, care aveau să ducă până la urmă la moartea sa în 1870; fusese diagnosticat în 1863 cu pericardită de către medicii militari, deși medicii moderni cred că de fapt suferise un infarct. Ca ultim factor, Lee s-a confruntat cu un adversar nou și formidabil în persoana lui George G. Meade, iar Armata Potomacului a luptat bine pe teritoriul propriu. Deși era nou la comanda armatei lui, Meade și-a desfășurat forțele relativ eficient; s-a bazat pe subordonați puternici ca Winfield S. Hancock să ia decizii unde și când este nevoie; a profitat la maxim de pozițiile defensive; a deplasat rapid resurse defensive pe liniile interioare pentru a bloca amenințările puternice; și, spre deosebire de predecesorii săi, a rămas tare pe poziții în bătălie în fața ferocelor atacurilor confederate.
Se spune că Lee ar fi afirmat înaintea bătăliei că Meade „nu va comite greșeli în fața mea, și dacă fac eu vreuna ... se va grăbi să profite de ea.” Acea predicție s-a dovedit a fi corectă la Gettysburg. Stephen Sears a scris: „Fapt este că George G. Meade, neașteptat și împotriva tuturor șanselor, s-a dovedit un general mai capabil ca Robert E. Lee la Gettysburg.” Edwin B. Coddington a scris că soldații Armatei Potomacului a căpătat un „simț al triumfului care a crescut într-o nepieritoare credință în [ea însăși]. Oamenii știau ce pot face sub comanda unui general extrem de competent; unul mai puțin capabil și curajos ar fi putut foarte bine să piardă bătălia.”
Meade a avut și el detractorii lui. Similar situației cu Lee, Meade a suferit atacuri partizane pe marginea prestației lui la Gettysburg, dar a avut nenorocul să le primească în persoană. Susținătorii predecesorului său, Hooker, l-au bombardat pe Meade cu critici în fața Comisiei Comune pentru Conduita Războiului⁠(d) din Congresul SUA, unde republicanii radicali bănuiau că Meade ar fi un Copperhead și au încercat în van să-l înlăture de la comandă. Daniel E. Sickles⁠(d) și Daniel Butterfield l-au acuzat pe Meade că ar fi plănuit să se retragă de la Gettysburg în timpul bătăliei. Cei mai mulți politicieni, inclusiv Lincoln, l-au criticat pe Meade pentru ceea ce ei considerau a fi urmărirea neconvingătoare a lui Lee după bătălie. Mai mulți dintre cei mai competenți subordonați ai lui Meade—Winfield S. Hancock, John Gibbon⁠(d), Gouverneur K. Warren, și Henry J. Hunt⁠(d), toți eroi ai bătăliei—i-au luat apărarea lui Meade în ziare, dar Meade a devenit amărât de experiența de ansamblu.

## Conservarea câmpului de bătălie
Cimitirul Național Gettysburg⁠(d) și Parcul Militar Național Gettysburg⁠(d) sunt întreținute de U.S. National Park Service⁠(d) ca două din cele mai respectate locuri istorice ale țării. Deși Gettysburg este unul din cele mai bine cunoscute câmpuri de bătălie ale Războiului Civil, conservarea și interpretarea lui se confruntă și ele cu amenințări. Multe repere de importanță istorică de pe câmpul de bătălie se află în afara limitelor Parcului Național Militar Gettysburg și sunt vulnerabile la dezvoltarea rezidențială sau comercială.
În ultimii ani s-au realizat câteva succese ale activității de conservare. Două propuneri de deschidere a unui cazino la Gettysburg au fost respinse în 2006 și, mai recent, în 2011, când presiunea publică a obligat Comisia de Control al Jocurilor de Noroc din Pennsylvania⁠(d) să respingă ideea hubului de jocuri de noroc de la intersecția drumurilor 15 și 30, lângă East Cavalry Field⁠(d). American Battlefield Trust⁠(d), fost Civil War Trust, a reușit să achiziționeze și a transferat 95 acri (38 ha) de teren din fostul Gettysburg Country Club Departamentului Federal de Interne⁠(d) în 2011.
Mai puțin de jumătate din cele peste 4.600 ha ale fostului câmp de bătălie au fost conservate până acum. American Battlefield Trust și partenerii săi au achiziționat și conservat 502 ha din câmp în peste 40 de tranzacții separate între 1997 și jumătatea lui 2023. O parte din această suprafață face astăzi parte din cele 2.023 ha ale Parcului Național Militar Gettysburg. În 2015, Trustul a făcut una din cele mai importante și costisitoare achiziții, plătind 6 milioane de dolari pentru o parcelă de 1,6 ha care cuprinde casa de piatră pe care a folosit-o generalul confederat Robert E. Lee drept cartier general în timpul bătăliei. Trustul a demolat un motel, un restaurant și alte clădiri de pe acea parcelă pentru a restaura cartierul general al lui Lee și situl la aspectul lor din timpul războiului, adăugând semne cu explicații. Situl a fost deschis publicului în octombrie 2016.

## În cultura populară

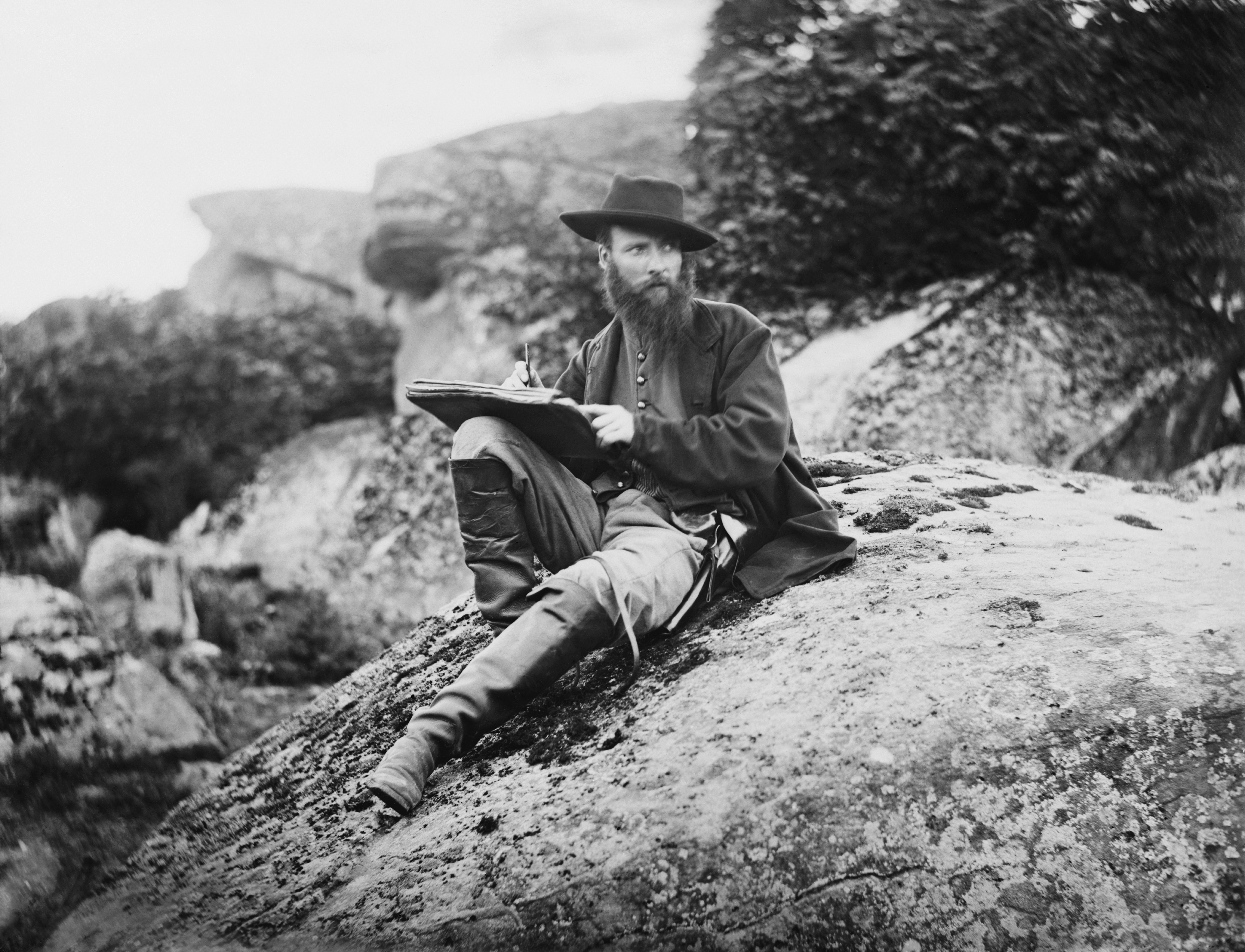
, corespondent trimis de la Londra pentru Războiul Civil, schițând bătălia de la Gettysburg pentru '

La întâlnirea cu ocazia aniversării a 50 de ani, în 1913, 50.000 de veterani au participat conform unui raport din 1938 al Corpului Medical al Armatei. Istoricul Carol Reardon scrie că au participat cel puțin 35.000 de veterani ai Uniunii și, deși estimările ajung până la 56.000 de participanți în total, au participat doar circa 7000 de veterani confederați, cei mai mulți din Virginia și Carolina de Nord. Unii veterani au reconstituit șarja lui Pickett într-un spirit de reconciliere, întâlnire cu puternic impact emoțional de ambele părți. A fost o strângere de mâini în masă peste un zid de piatră pe Piciorul Cimitirului.
Cu ocazia aniversării a 75 de ani în 1938, au participat 1333 de veterani unioniști și 479 confederați.
S-au păstrat filmări de la cele două întâlniri de pe câmpul de luptă, din 1913 și 1938.
Centenarul Războiului Civil American⁠(d) a fost comemorarea oficială organizată de statul american. Activitățile de comemorare au început în 1957, cu patru ani înainte de împlinirea unui secol de la prima bătălie a războiului, și au luat sfârșit în 1965 cu aniversarea a 100 de ani de la capitularea de la Appomattox. Cu acea ocazie, National Park Service⁠(d), precum și alte agenții federale care controlau câmpuri de bătălie importante din timpul Războiului Civil, s-a folosit de ocazia Centenarului pentru a face lobby la Congres pentru creșterea finanțării în vederea reamenajării peisagistice și interpretării acestor câmpuri de bătălie pentru publicul general. Poșta a emis o serie de timbre comemorative⁠(d) necontroversate pentru a comemora centenarul.

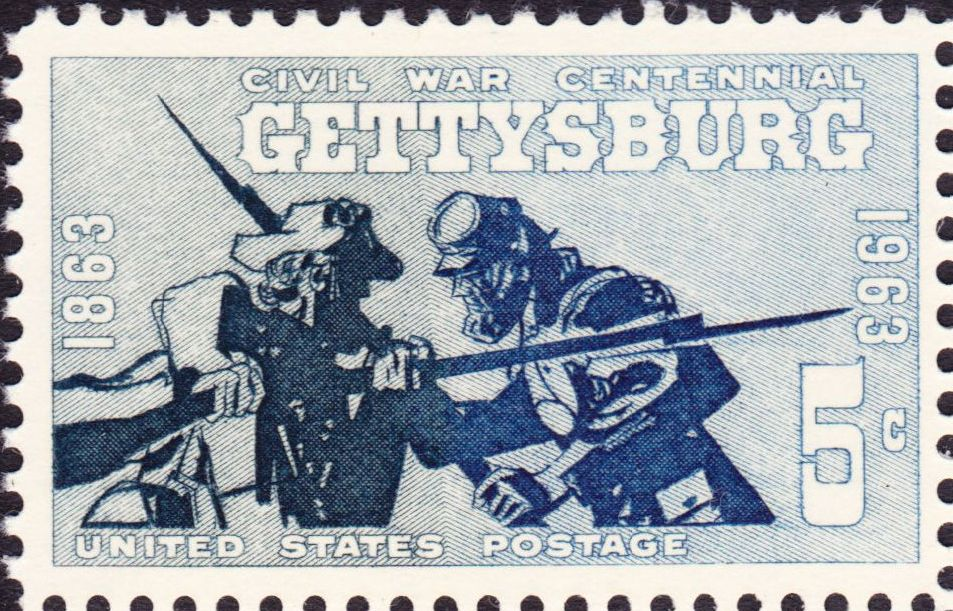
Gettysburg Centennial issue of 1963
----During the, the U.S. Post Office issued five postage stamps commemorating the 100th anniversaries of famous battles. See also:

Romanul pentru copii Window of Time⁠(d) (1991), de Karen Weinberg, spune povestea unui băiat transportat în timp din anii 1980 la bătălia de la Gettysburg.
Bătălia de la Gettysburg a fost ilustrată în filmul Gettysburg din 1993, bazat pe romanul The Killer Angels⁠(d) de Michael Shaara⁠(d) din 1974. Filmul și romanul se bazează în principal pe acțiunile lui Joshua Lawrence Chamberlain⁠(d), John Buford, Robert E. Lee, și James Longstreet în timpul bătăliei. Relatarea evenimentelor din prima zi s-a concentrat pe apărarea de cavalerie a lui Buford, cele din a doua zi pe apărarea de către Chamberlain de la Little Round Top⁠(d), și cele din a treia zi pe șarja lui Pickett.